# Географія Канади
Канада — північноамериканська країна, що займає всю північну частину континенту . Загальна площа країни — 9 984 670 км² (2-ге місце у світі, 1-ше на континенті), з яких на суходіл припадає 9 093 507 км², а на поверхню внутрішніх вод — 891 163 км². Площа країни трохи більша за площу США. 

## Назва
Офіційна назва — Канада (англ. і фр. Canada). Назва країни походить від ірокезького слова каната, що означає селище, поселення. Ця назва відносилася до індіанського селища Стадакона (англ. Stadacona), поселення поруч із сучасним Квебеком. Вже 1545 року в європейських книжках та на картах увесь регіон було прийнято називати Канадою. На політичній карті назва Канада з'явилась 1791 року, коли згідно з конституційним актом, прийнятим британським парламентом, були утворені володіння Нижня і Верхня Канади, які об'єднались 1841 року.

## Географічне положення
Канада — північноамериканська країна, що межує лише з однією державою: на півдні — з США (спільний кордон — 8893 км, включно з 2477 км кордону з Аляскою). Канада — найбільша країна світу, що межує лише з однією іншою державою. Загальна довжина державного кордону — 8893 км, це найдовший у світі державний кордон який не охороняється. Девіз Канади «Від моря до моря» повністю відповідає географічним реаліям. Канада на півночі омивається водами Північного Льодовитого океану; на заході — Тихого; на сході — Атлантичного. Загальна довжина морського узбережжя 202,08 тис. км; це найдовша берегова лінія серед усіх країн світу. Це сприяє розквіту торгівлі як на сході, так і на заході країни. Від 1925 року Канада відстоює свої права на сектор Арктики між меридіанами 60° і 141° західної довготи до Північного полюса; проте, ці права не є загальновизнаними. Прогнозне літнє танення морського льоду Північного Льодовитого океану відкрило б новий торговий шлях через Північно-Західний прохід.

Карта Канади від ООН (англ.)Карта Канади від ООН (англ.)
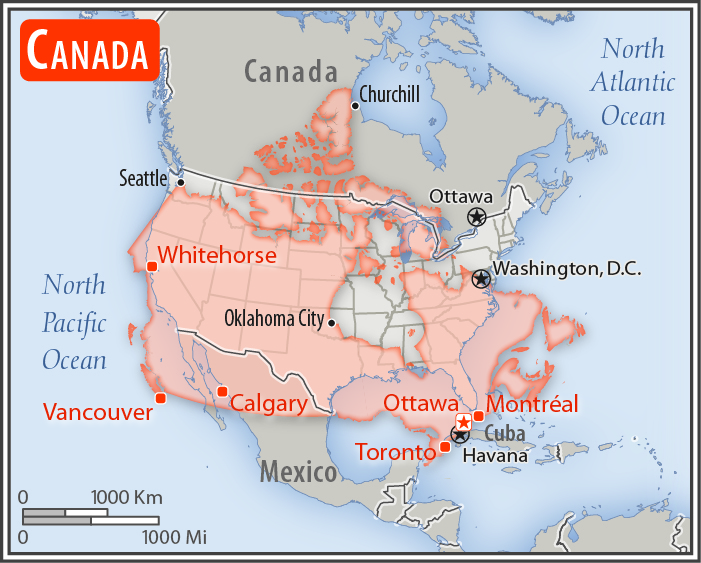
Порівняння розмірів території Канади та США
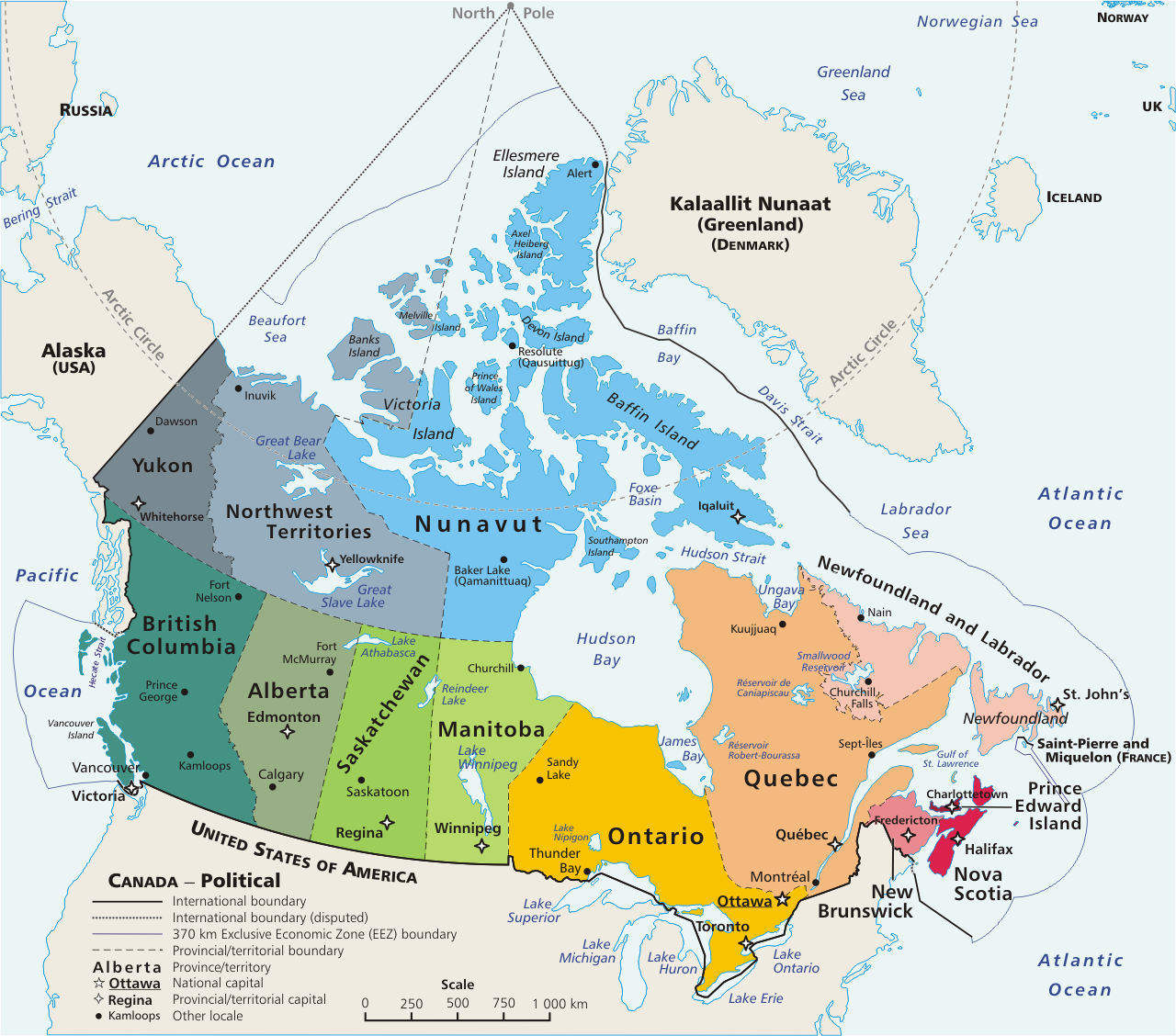
Федеративний устрій, морські кордони та арктичні претензії Канади

Згідно з Конвенцією Організації Об'єднаних Націй з морського права (UNCLOS) 1982 року протяжність територіальних вод країни встановлено в 12 морських миль (22,2 км). Прилегла зона, що примикає до територіальних вод, в якій держава може здійснювати контроль необхідний для запобігання порушень митних, фіскальних, імміграційних або санітарних законів, простягається на 24 морські милі (44,4 км) від узбережжя (стаття 33). Виключна економічна зона встановлена на відстань 200 морських миль (370,4 км) від узбережжя. Континентальний шельф — 200 морських миль (370,4 км) від узбережжя, або до континентальної брівки (стаття 76).

### Крайні пункти
Канада лежить між 83°6′40′′ і 41°40′35′′ паралелями північної широти, 141°00′ і 52°37′ меридіанами західної довготи.
| мис Колумбія мис Мерчисон острів Мідл мис Пілі Боундарі-Пік №187 мис Спір мис Сент-Чарльзclass=notpageimage\| Крайні пункти Канади |

Крайні пункти:
- крайня північна точка — мис Колумбія (англ. Cape Columbia) на острові Елсмір 83°06′40″ пн. ш. 69°58′20″ зх. д. / 83.11111° пн. ш. 69.97222° зх. д.;
- крайня південна точка — острів Мідл (англ. Middle Island) на озері Ері 41°40′35″ пн. ш. 82°40′00″ зх. д. / 41.67639° пн. ш. 82.66667° зх. д.;
- крайня західна точка — Прикордонний пік №187 на канадсько-американському (Юкон—Аляска) кордоні (англ. Boundary Peak 187) 60°18′23″ пн. ш. 141°00′07″ зх. д. / 60.30639° пн. ш. 141.00194° зх. д.;
- крайня східна точка — мис Спір (англ. Cape Spear) на острові Ньюфаундленд 47°31′00″ пн. ш. 52°37′00″ зх. д. / 47.51667° пн. ш. 52.61667° зх. д..

Крайні пункти материкової частини:
- крайня північна точка — мис Мерчисон (англ. Murchison Promontory) на півострові Бутія 72°00′00″ пн. ш. 94°38′59″ зх. д. / 72.00000° пн. ш. 94.64972° зх. д.;
- крайня південна точка — мис Пілі (англ. Point Pelee) на озері Ері 41°57′51″ пн. ш. 82°31′4″ зх. д. / 41.96417° пн. ш. 82.51778° зх. д.;
- крайня західна точка — Боундарі-Пік №187 на канадсько-американському (Юкон—Аляска) кордоні (англ. Boundary Peak 187) 60°18′23″ пн. ш. 141°00′07″ зх. д. / 60.30639° пн. ш. 141.00194° зх. д.;
- крайня східна точка — мис Сент-Чарльз (англ. Cape Saint Charles) на півострові Лабрадор 52°13′03″ пн. ш. 55°37′15″ зх. д. / 52.21750° пн. ш. 55.62083° зх. д..

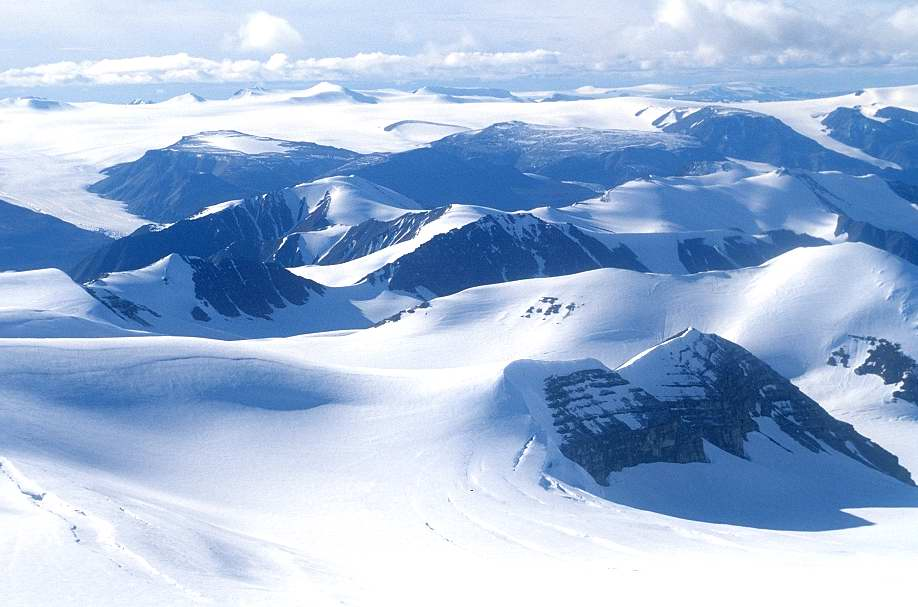
Острів Елсмір
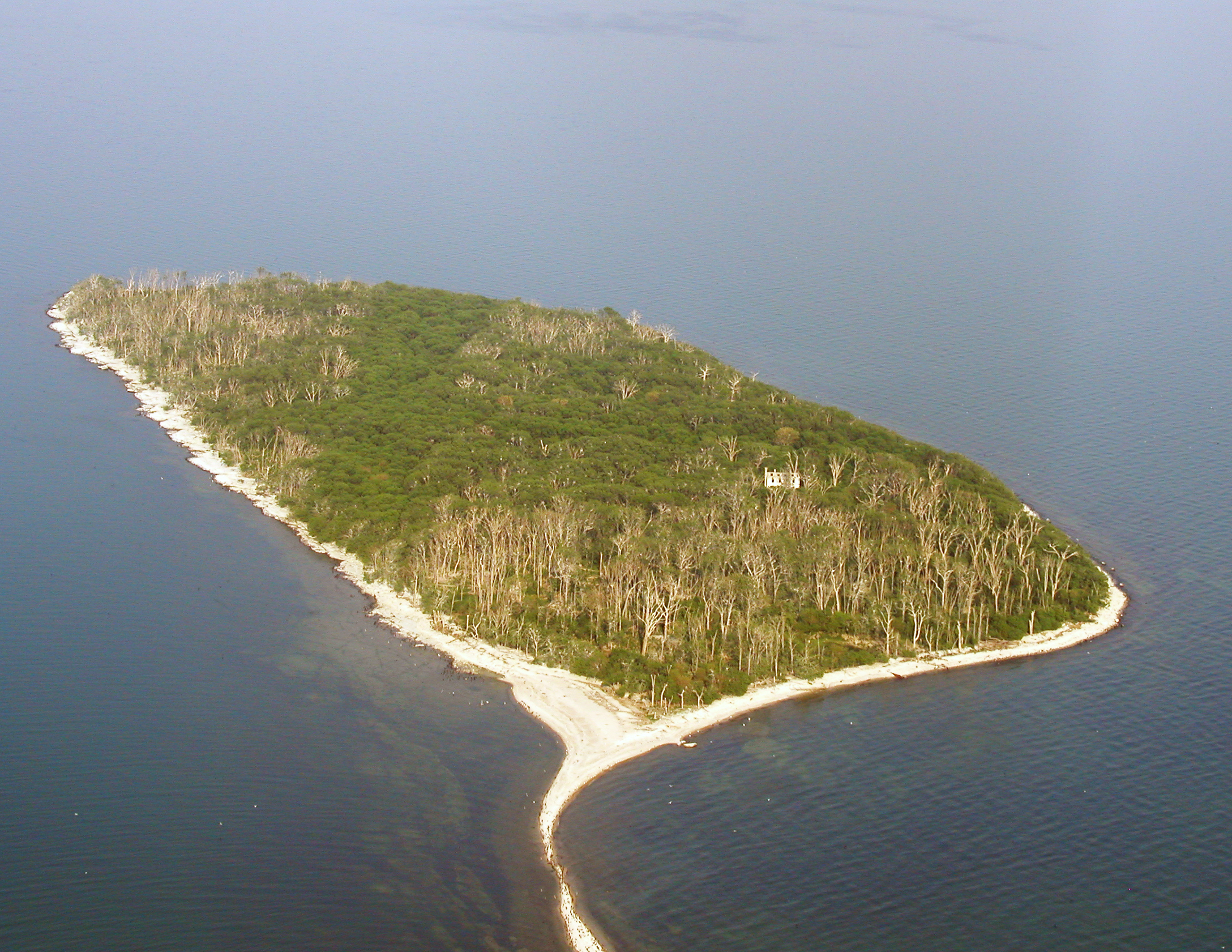
Острів Мідл
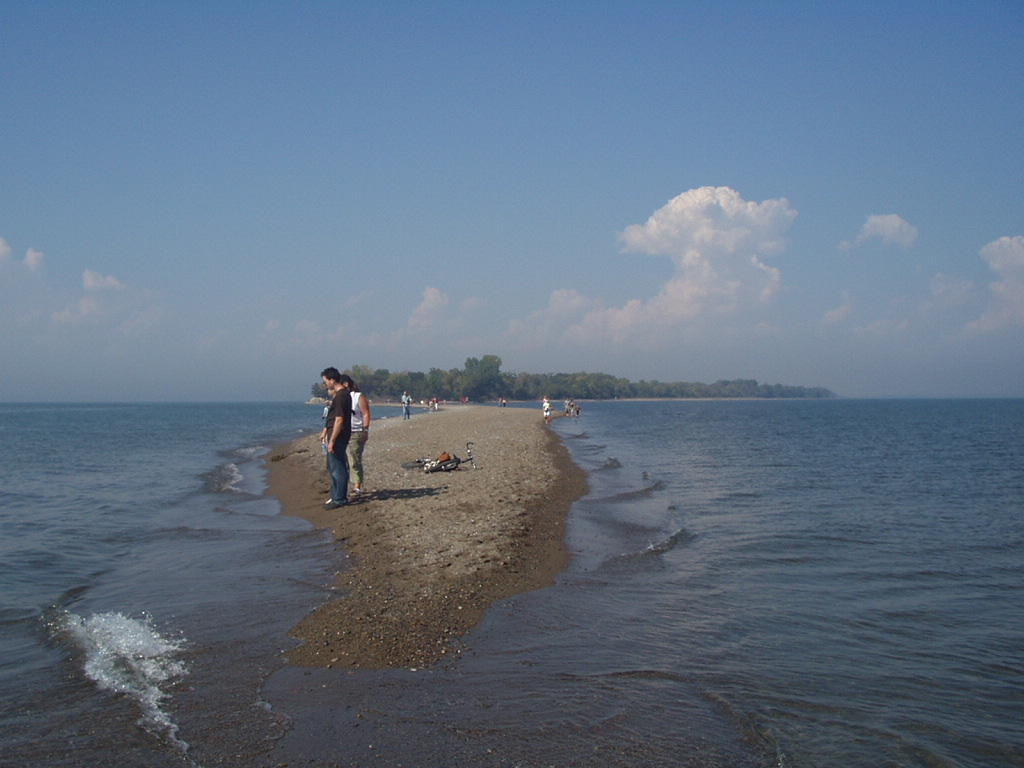
Мис Пілі
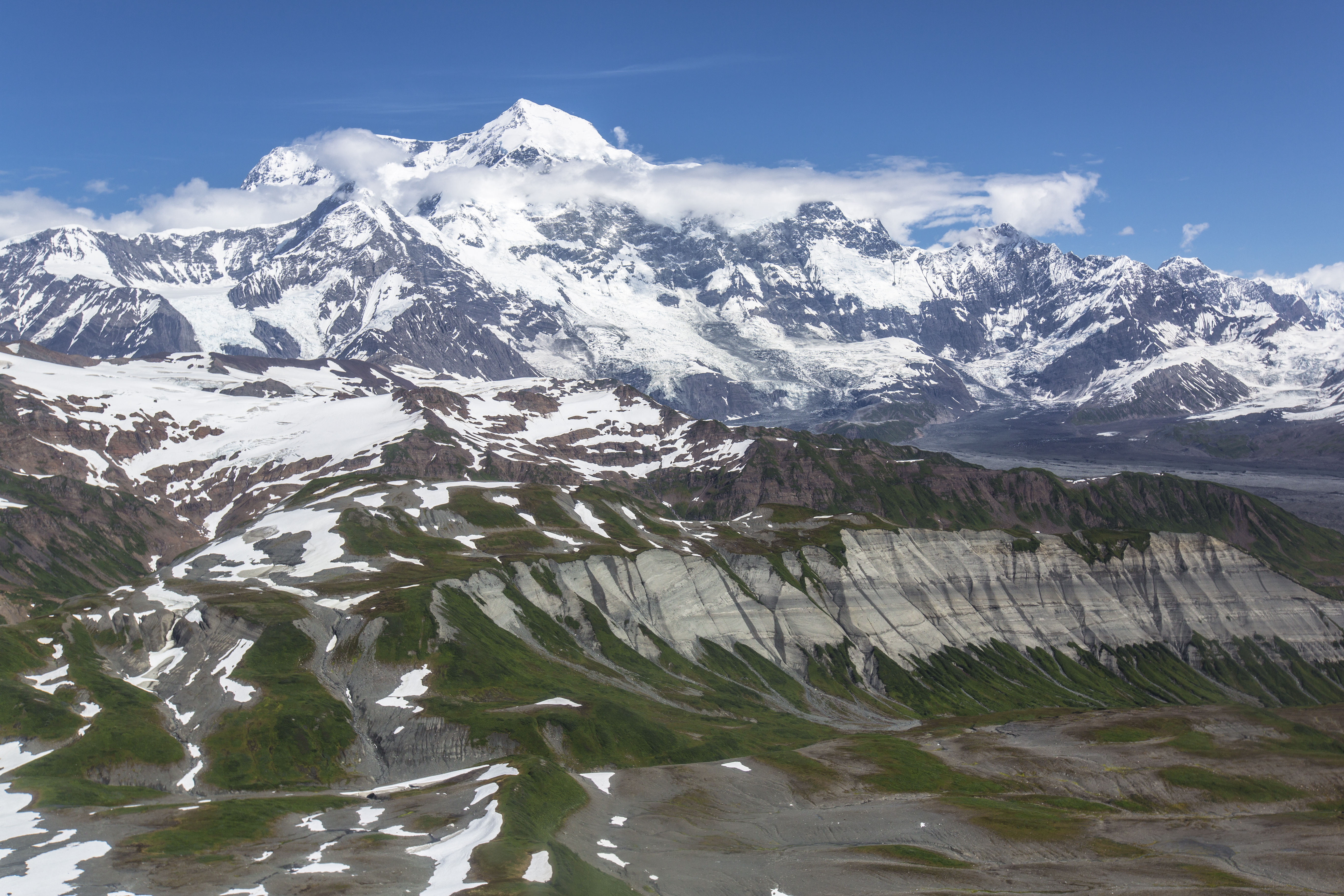
Гора Святого Іллі поруч з Боундарі-Пік №187
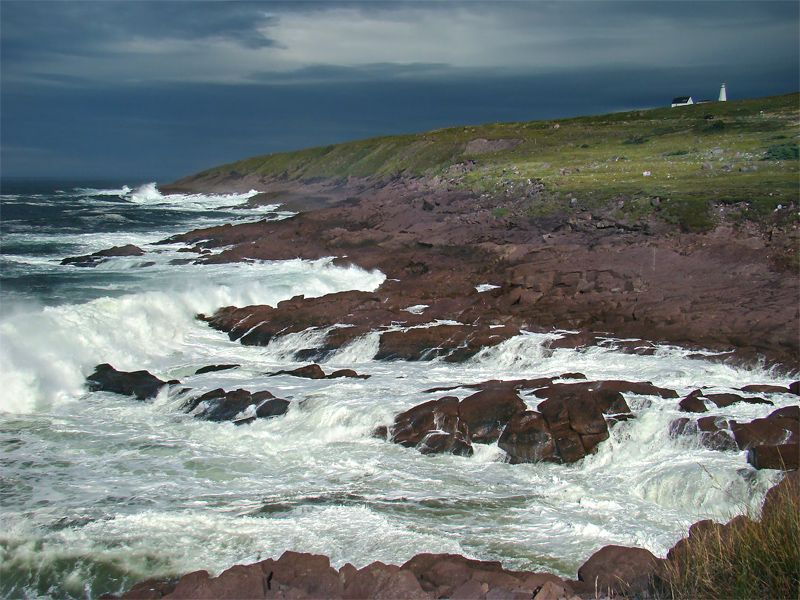
Мис Спір

### Час

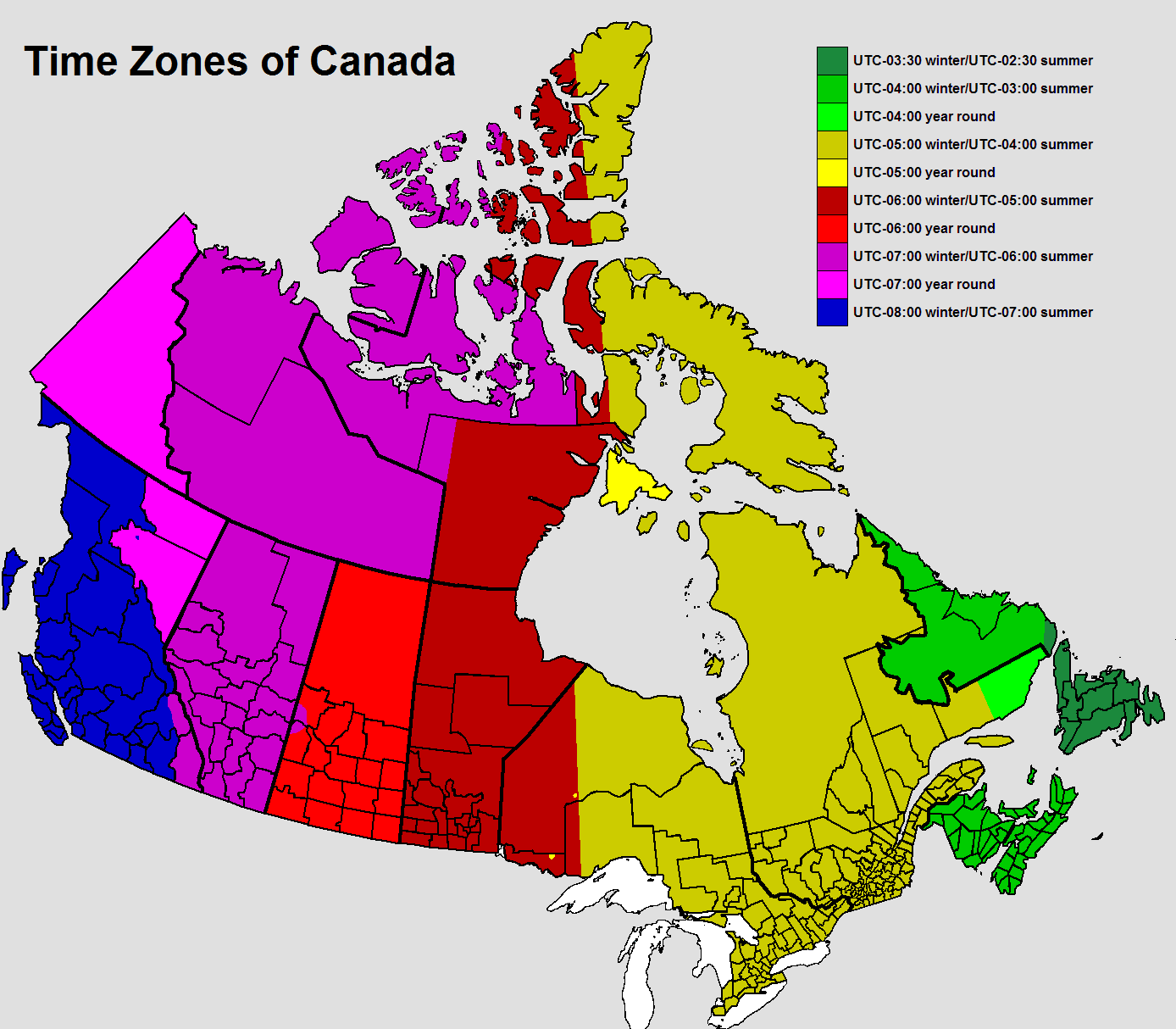
Годинні пояси Канади

Час у Канаді: UTC-5 (-7 годин різниці часу між Оттавою і Києвом). Літній час вводиться другої неділі березня переводом годинникової стрілки на 1 годину вперед, скасовується в першу неділю листопада переводом годинникової стрілки на 1 годину назад. Територія Канади лежить у 6 годинних поясах: UTC-8 (Тихоокеанське узбережжя); UTC-7; UTC-6; UTC-5; UTC-4; UTC-3,5 (острів Ньюфаундленд).

## Геологія

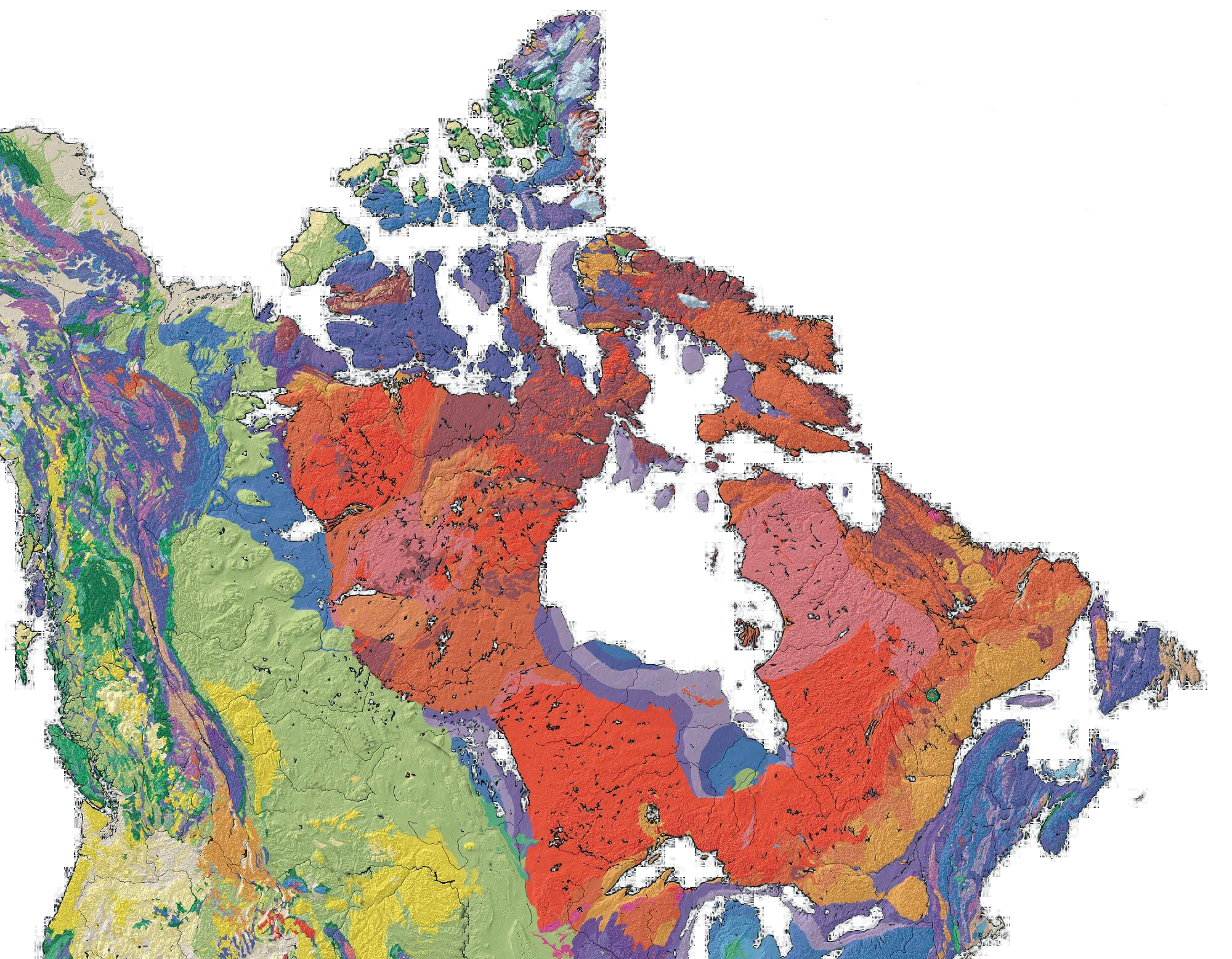
Геологічна карта Канади
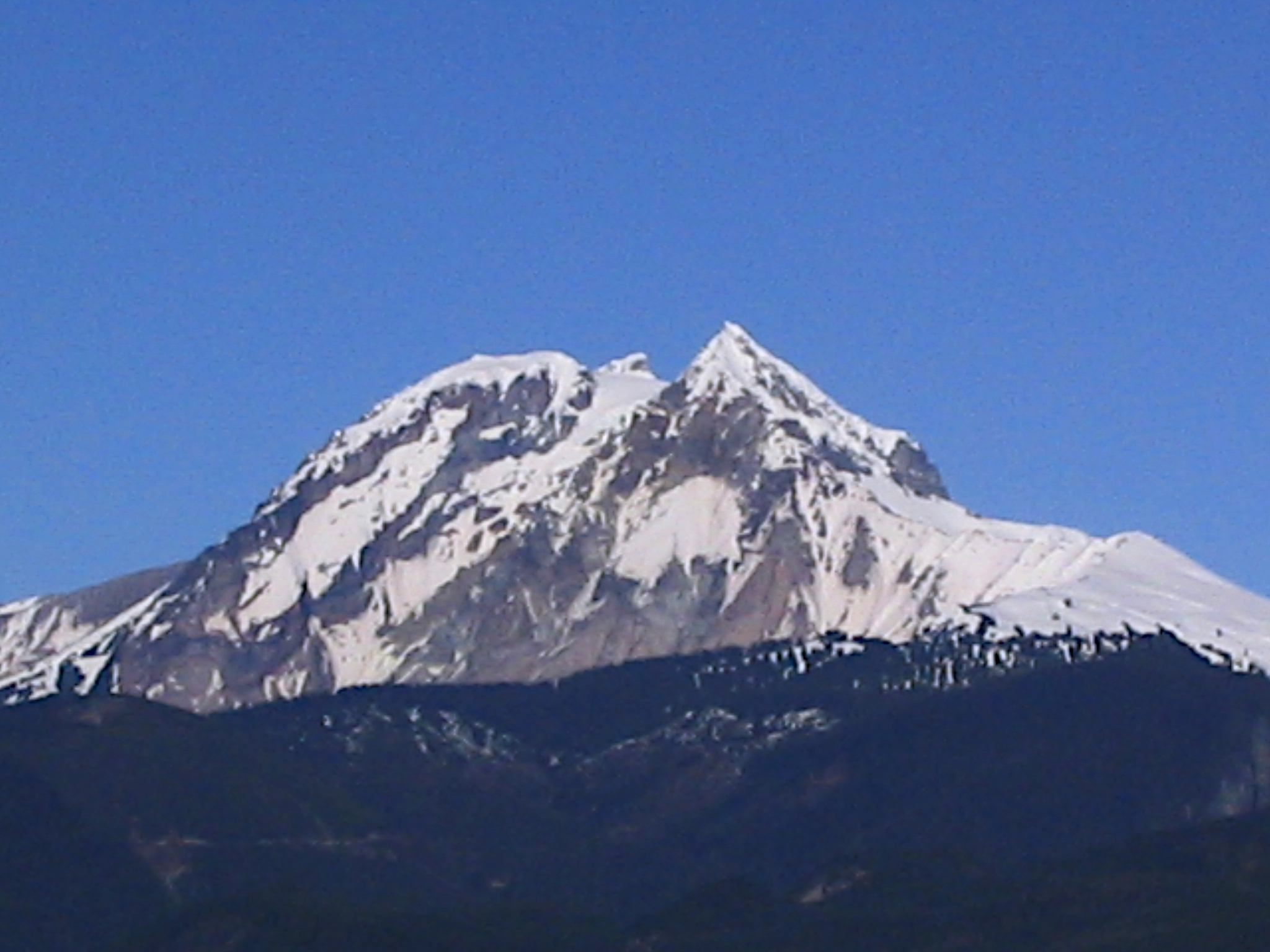
Вулкан Гарібальді

### Корисні копалини
Надра Канади багаті на ряд корисних копалин: залізну руду, нікель, цинк, мідь, золото, свинець, рідкісноземельні елементи, молібден, калійні солі (Саскачеван), алмази, срібло, кам'яне вугілля, нафту (Альберта), природний газ. Канада володіє багатющими мінеральними ресурсами і займає 1-ше місце у світі з видобутку урану, кобальту, калійних солей і азбесту; 2-ге — з видобутку цинкових руд і сірки; 3-тє — природного газу та платиноїдів; 4-те — мідної руди і золота; 5-те — свинцевих руд і 7-ме — з видобутку срібла.

## Рельєф
Середні висоти — 487 м; найнижча точка — рівень вод Атлантичного океану (0 м); найвища точка — гора Логан (5959 м).

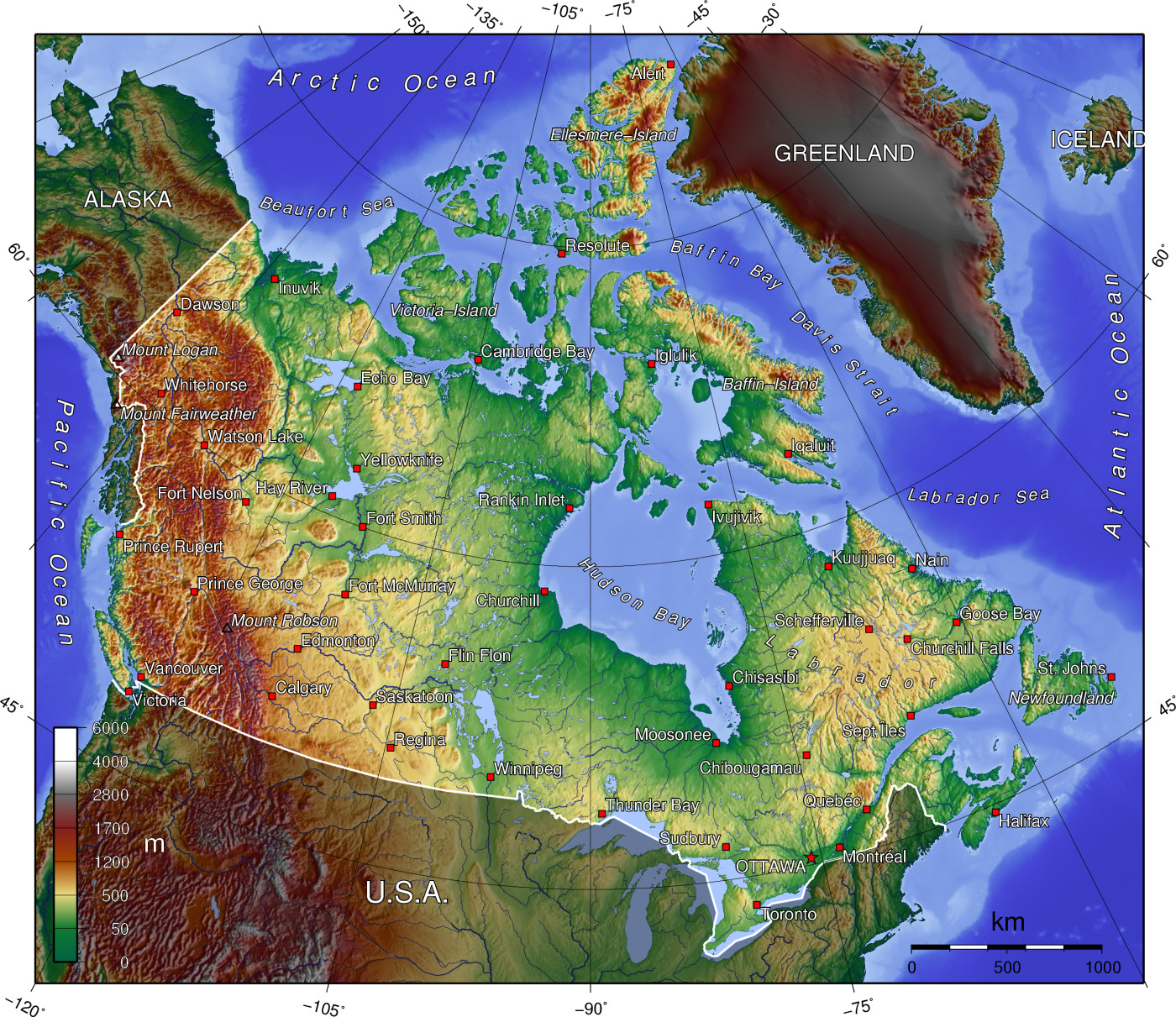
Гіпсометрична карта Канади
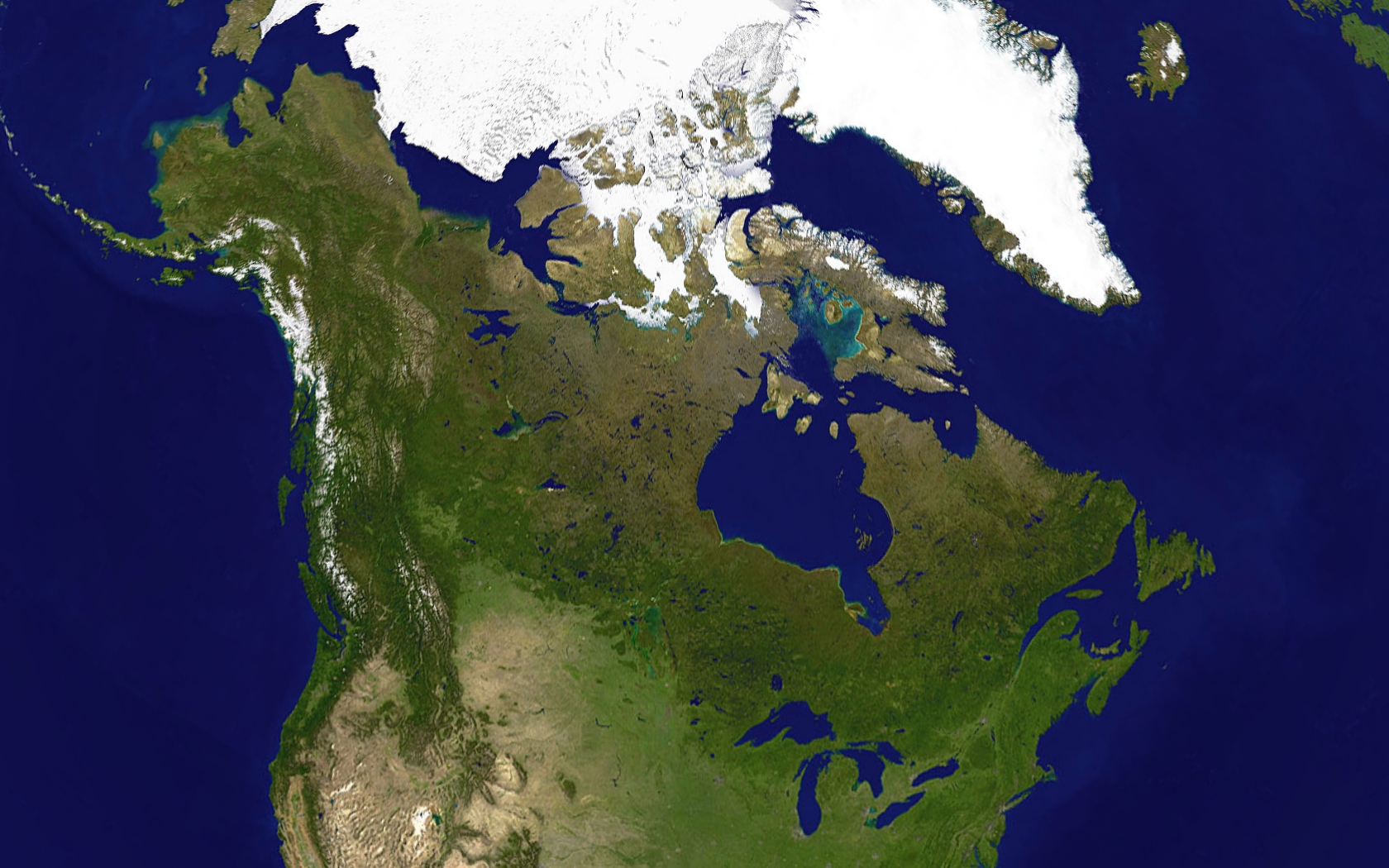
Супутниковий знімок поверхні країни
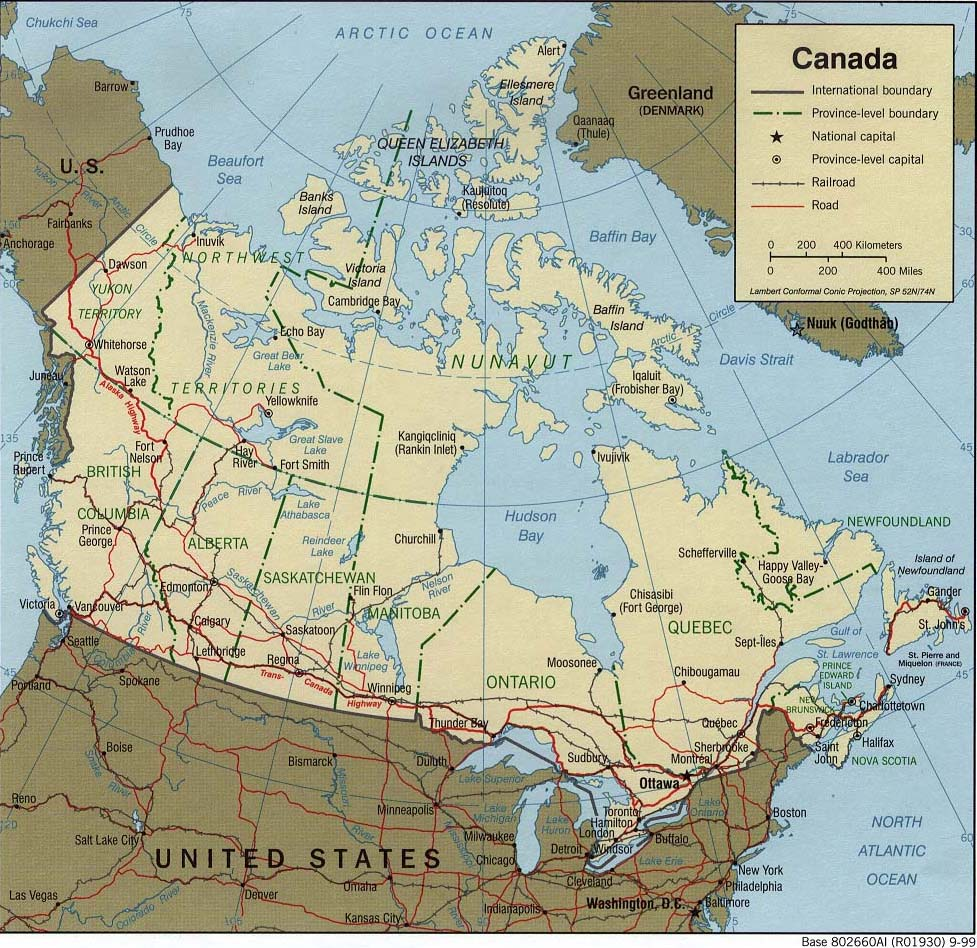
Карта країни (англ.)

Рельєф Канади дуже різноманітний. Основну частину країни займають рівнини прерій і плато Канадського щита з висотами 300—1500 м. На захід від прерій розташовуються континентальні низовини Британської Колумбії і Скелясті гори (частина Кордильєр, найвища точка — гора Логан, 5959 м), на сході, від півдня від Квебека до приморських провінцій, підносяться Аппалачі. На північ від цієї області знаходиться обширний Канадський щит, скельний регіон, очищений останнім льодовиковим періодом, позбавлений родючих земель, багатий мінералами, озерами і річками. На сході Канади річка Святого Лаврентія впадає у затоку Святого Лаврентія, де знаходиться острів Ньюфаундленд, а острів Принца Едварда знаходиться на південь від нього. Нью-Брансвік і Нова-Скотія розділені затокою Фанді, яка знаменита найвищими припливами у світі. Ці чотири приморські провінції розташовані на схід від Квебека. Онтаріо і Гудзонова затока розташовані в центрі Канади, тоді як від Манітоби на захід через Саскачеван і Альберту розкинуті обширні рівнини канадських прерій аж до Скелястих гір, які відокремлюють їх від Британської Колумбії. На північ від 60-ї паралелі розташовані три канадських території — Нунавут, Північно-західні території і Юкон, — усипані численними озерами (найбільші з яких Велике Ведмеже і Велике Невільниче) і перетнуті щонайдовшою річкою в країні — річкою Маккензі. До того ж, континентальні землі Канадської Півночі з півночі граничать з великим архіпелагом, Канадським Арктичним архіпелагом, що включає деякі з найбільших островів світу. Протоками між цими островами проходить Північно-Західний прохід з Лабрадорського моря до моря Бофорта, повз Баффінову затоку. Крім того, в цьому регіоні, між островами Королеви Єлизавети, знаходиться північний магнітний полюс.

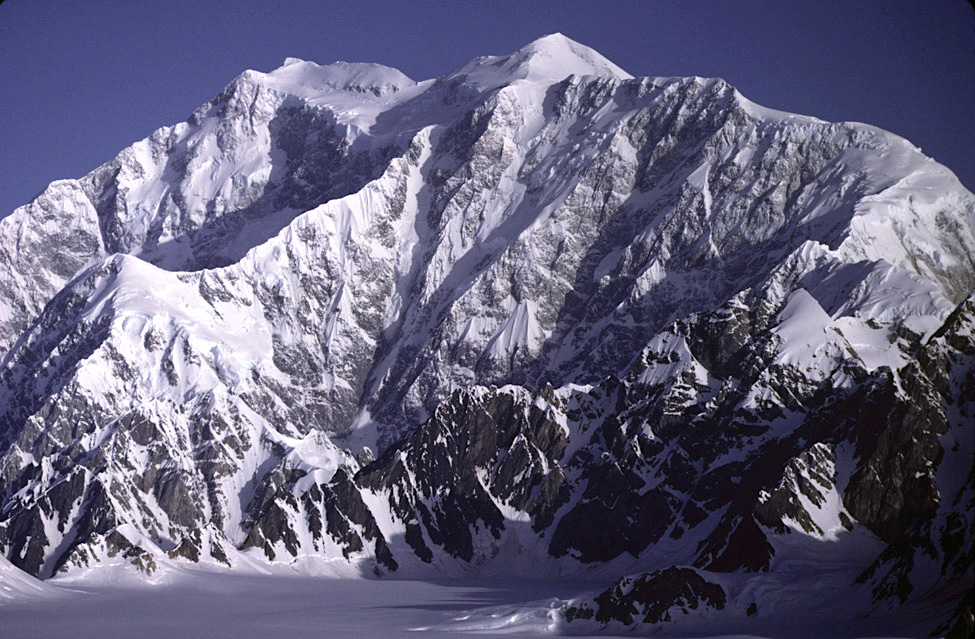
Гора Логан
3D-модель гори Логан
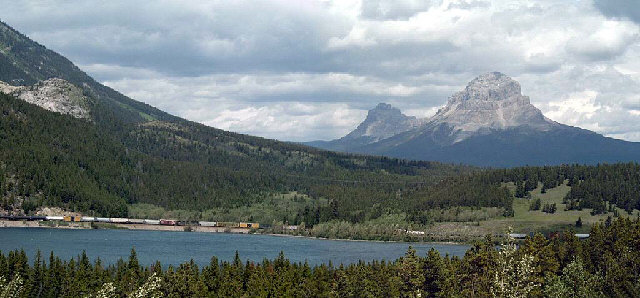
Канадські Скелясті гори
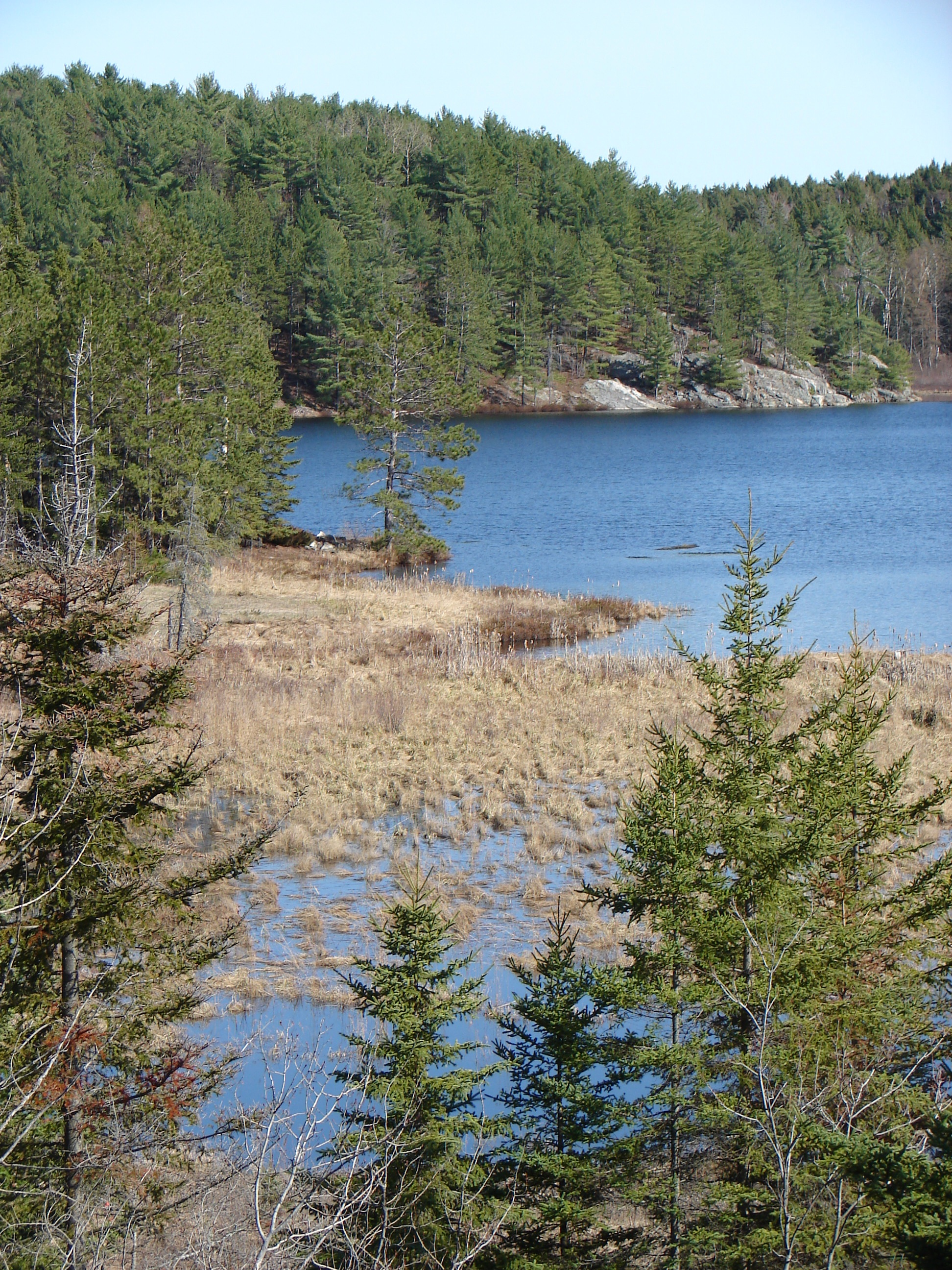
Типовий пейзаж Канадського щита, Онтаріо

## Клімат
Основними факторами канадського клімату є розкид по широті (від паралелі 43° пн. ш. до 80° пн. ш.), перешкоди на заході західному масопереносу вологи з Тихого океану у вигляді високих Скелястих гір, протяжність континентальних територій на відносно високих широтах, що призводить до сильного охолодження взимку, і близькість Північного Льодовитого океану, що робить літо прохолодним. Канадський клімат характеризується холодною зимою і прохолодним або помірним і вологим літом з великою тривалістю дня. Клімат і температури сильно змінюються залежно від регіону. Територія Канади лежить у трьох кліматичних поясах, з півночі на південь: полярному, субполярному і помірному.
Над Канадським Арктичним архіпелагом і на берегах Північного Льодовитого океану весь рік панують полярні повітряні маси. Поверхня скута кригою цілий рік. Морозні зима й літо, опадів мало. Арктичний клімат (ET за класифікацією Кеппена), найвища середньомісячна температура не досягає і 10 °C, зима приблизно така ж холодна, як і в континентальній області.
Південніше (провінції Юкон, Нунавут, Північно-Західні території) влітку переважають помірні повітряні маси, взимку — полярні, проте рівнинний рельєф не заважає останнім вторгатися далеко на південь навіть влітку. Чітко відстежується сезонна зміна переважаючих вітрів. Найбільші на планеті річні амплітуди температури повітря. Взимку у горах набагато тепліше ніж внизу в долинах. Зона утворення багаторічної мерзлоти; на водоймах крига (на річках влітку може зберігатись у вигляді полію). В акваторії Гудзонової затоки і протоки, південь Баффінової Землі, північного краю півострова Лбарадор (півострів Унгава) суворий субполярний клімат пом'якшує вплив Атлантичного океану. Досить великі річні амплітуди температури повітря, прохолодне сире літо з туманами на узбережжях, вітряна волога зима.

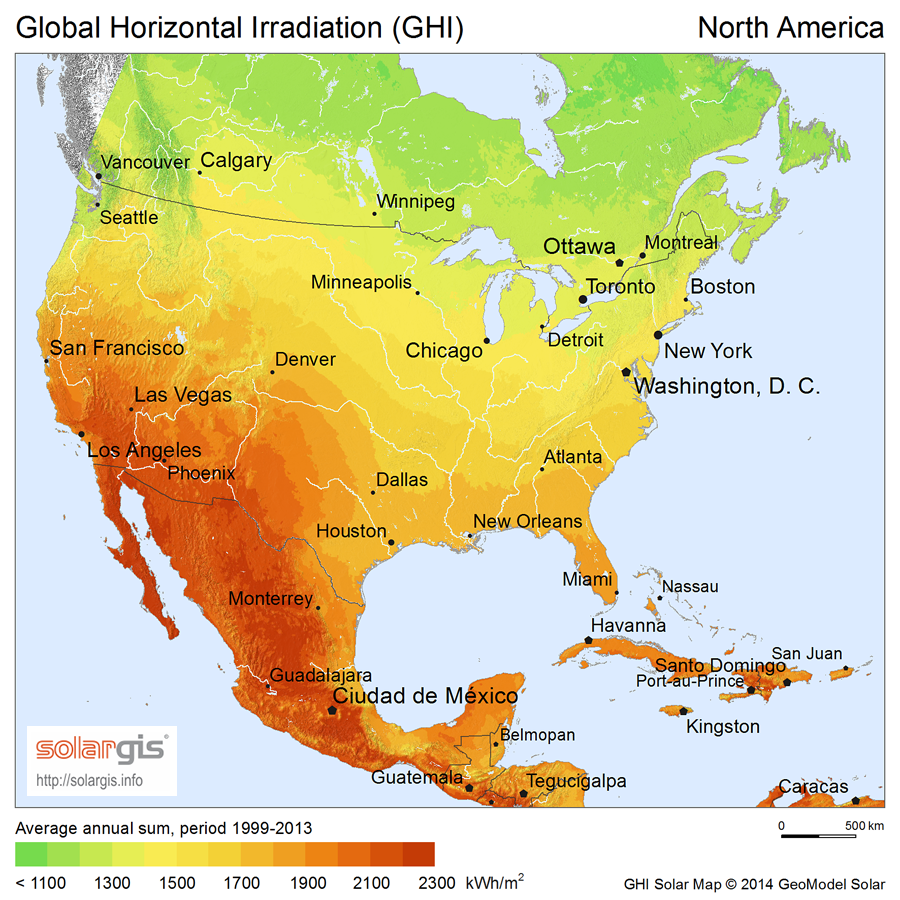
Сонячна радіація (англ.)
Кліматична карта Канади (за Кеппеном)
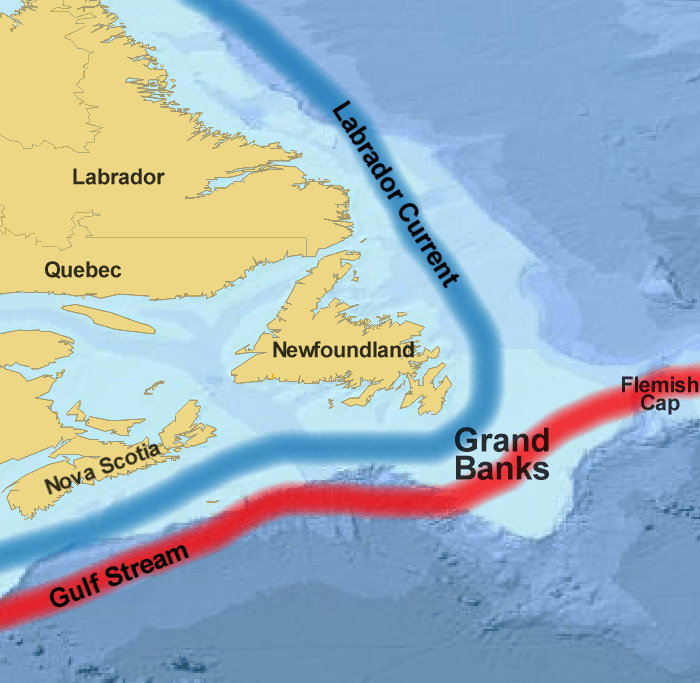
Система течій атлантичного узбережжя
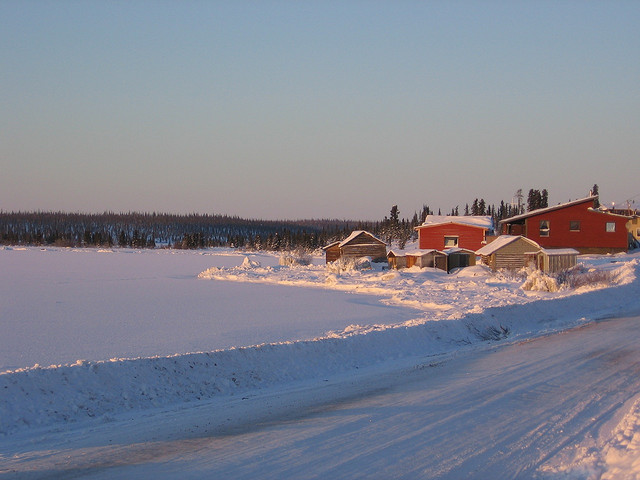
Північ взимку

Південна смуга провінцій лежить у помірному кліматичному поясі. Цілий рік Перевалюють помірні повітряні маси, західний масоперенос, проте рівнинні частини відкриті вторгненню як арктичних, так і тропічних повітряних мас. Значні сезонні амплітуди температури повітря. Холодна сніжна зима; на узбережжях відносно тепла зима з нестійкою погодою, штормовими вітрами. Відносно прохолодне літо з більш ясною погодою, на узбережжях — прохолодне з частими туманами. Розподіл атмосферних опадів зменшується зі сходу на захід, різко збільшуючись знов на тихоокеанському узбережжі. На більшій частині території клімат холодний або дуже холодний типу Dxx за класифікацією Кеппена; у південній частині, наближеній до американського кордону, літо дещо тепліше і довше; на півночі — коротше і прохолодніше. Вологість від незначної в преріях до помірної на півночі і в центрі присутня весь рік з переважанням літніх опадів. За класифікацією Кеппена таке літо на півдні відзначається Dfb (помірне літо), на півночі — Dfc (прохолодне літо). На південному сході атлантичний вплив трохи пом'якшує зиму, але проте підсилює атмосферні опади, що призводить до рясних снігопадів, при цьому розподіл опадів трохи різниться у різних областях: вони можуть розподілятися рівномірно по всьому році (Квебек) або навіть переважати взимку в безпосередній близькості до океану (Ньюфаундленд і Нова Шотландія). На заході зони континентального клімату з помірним і сухим літом (рідкісний вид Dsb) розташовуються в гірських областях Канадських скелястих гір, Берегового хребта, гір Маккензі.
Неподалік Скелястих гір на американському кордоні в Саскачевані, в Саскатуні, знаходяться зони холодного напівпустельного клімату (Bsk за класифікацією Кеппена), захищені від західних вітрів. На західному узбережжі — вузькій області на захід від Скелястих гір — клімат м'якше і більш помірний, завдяки океанічному впливу. Зима там дуже волога; на півдні літо помірне (Cfb за класифікацією Кеппена), на півночі — прохолодне (Cfc за класифікацією Кеппена). Однак цей клімат не поширюється глибоко на континент, оскільки цьому заважають Скелясті гори.
Канада є членом Всесвітньої метеорологічної організації (WMO), в країні ведуться систематичні спостереження за погодою.

## Внутрішні води
Загальні запаси відновлюваних водних ресурсів (ґрунтові і поверхневі прісні води) становлять 2902 км³. Канада володіє значними запасами прісної води, за які США здійснюють платежі в області Великих озер. Експорт прісної води Канади в США є предметом періодичних перемовин. Станом на 2012 рік в країні налічувалось 8,7 тис. км² зрошуваних земель.

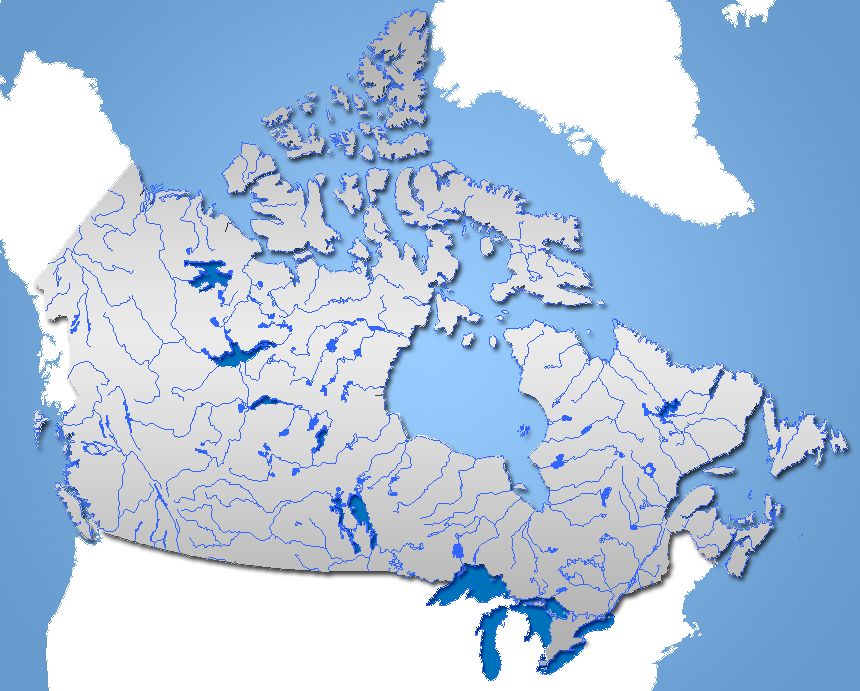
Гідрографічна мережа Канади
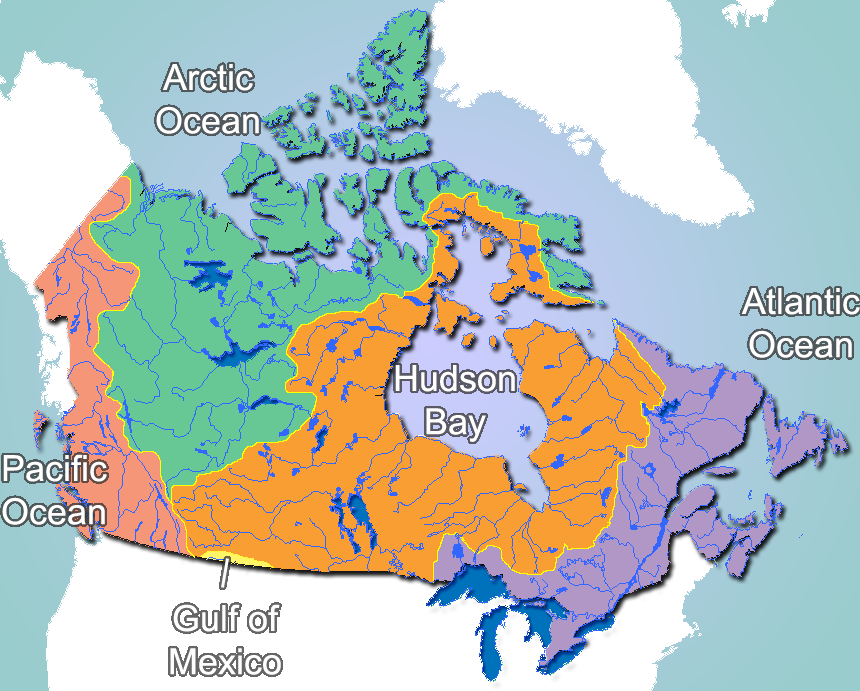
Головні сточища Канади

### Річки
Річки країни належать басейнам Північного Льодовитого (північний захід), Тихого (на захід від Кордильєр) і Атлантичного океанів (центр і схід). У Канаді протікає багато великих річок (наведені із заходу на схід):
- Фрейзер і Колумбія в Британській Колумбії.
- Маккензі (4241 км) на Північно-Західних територіях, це найбільша річка країни, витрати води становить 10 300 м³/с, що приблизно дорівнює витраті води річки Св. Лаврентія. Вона впадає в море Бофорта на півночі.
- Нельсон в Манітобі.
- Річка Святого Лаврентія — важливий судноплавний шлях, що дозволяє увійти глибоко всередину північноамериканського материка. Європейцям її відкрив Жак Картьє. Вона протікає на півдні Квебека, і саме завдяки їй була так щільно заселена канадська територія на півдні Квебека і Онтаріо. Раніше на її місці розташовувалося море Шамплена, назване в наш час в честь великого французького дослідника і засновника міста Квебек Самюеля де Шамплена, хоча до його відкриття він не мав відношення. На її берегах розташовані Монреаль, Лаваль, Труа-Рів'єр, Квебек, Леві, Сет-Іль і Рімускі.
- Черчилл в Ньюфаундленді.
- Сент-Джон, що впадає в затоку Фанді в Нью-Брансвіку.

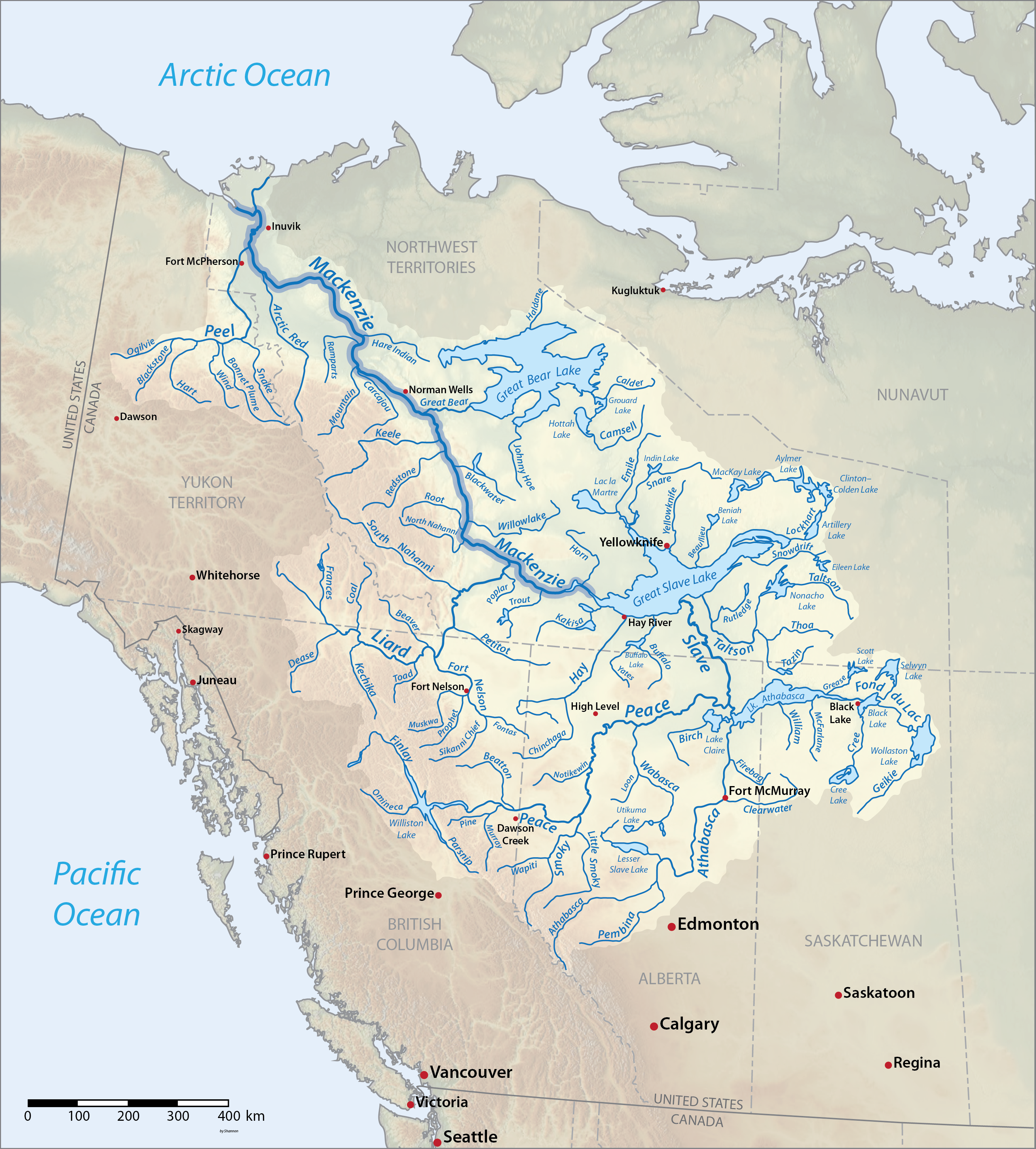
Сточище Маккензі
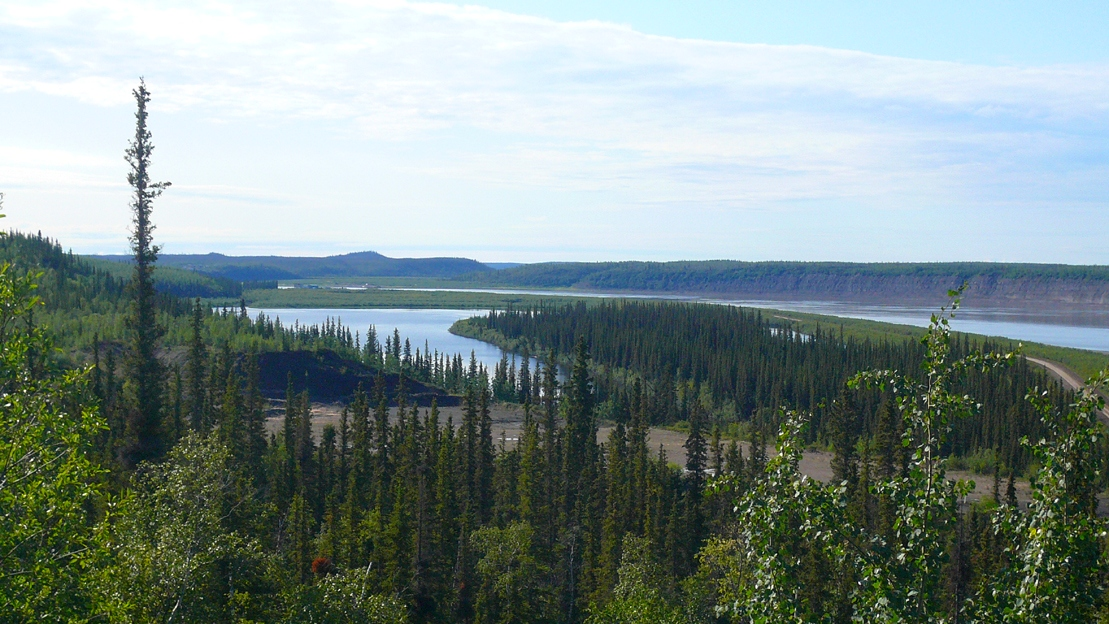
Річка Маккензі
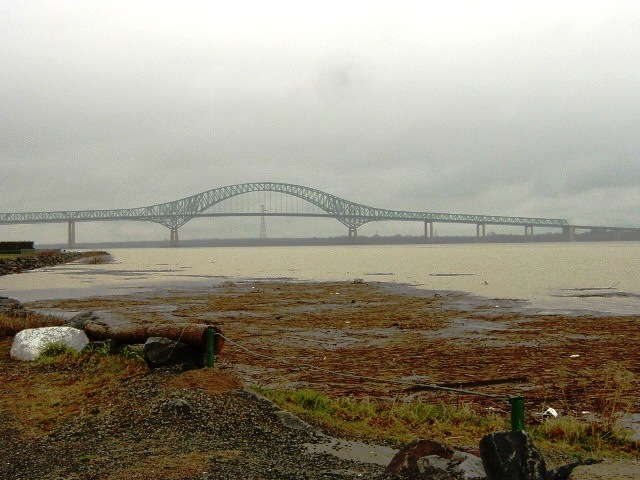
Міст Лавіолет через річку Святого Лаврентія
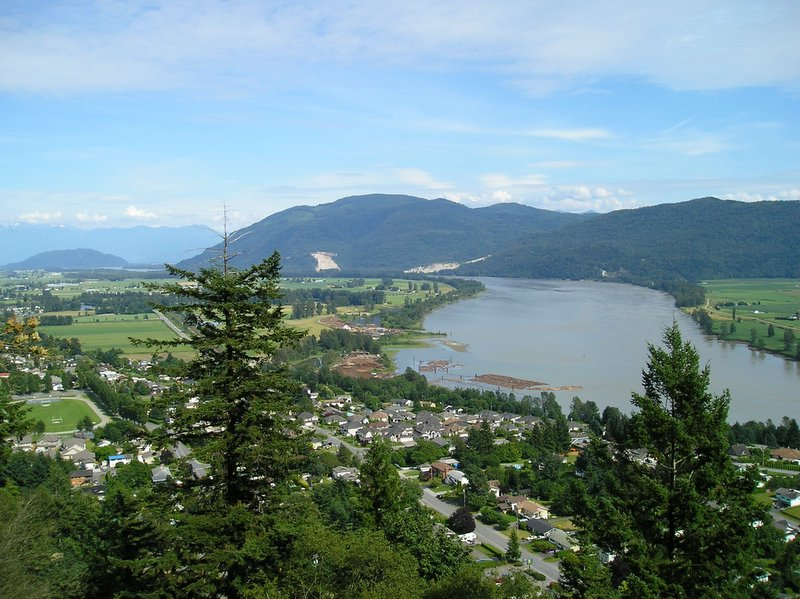
Річка Фрейзер біля міста Мішен
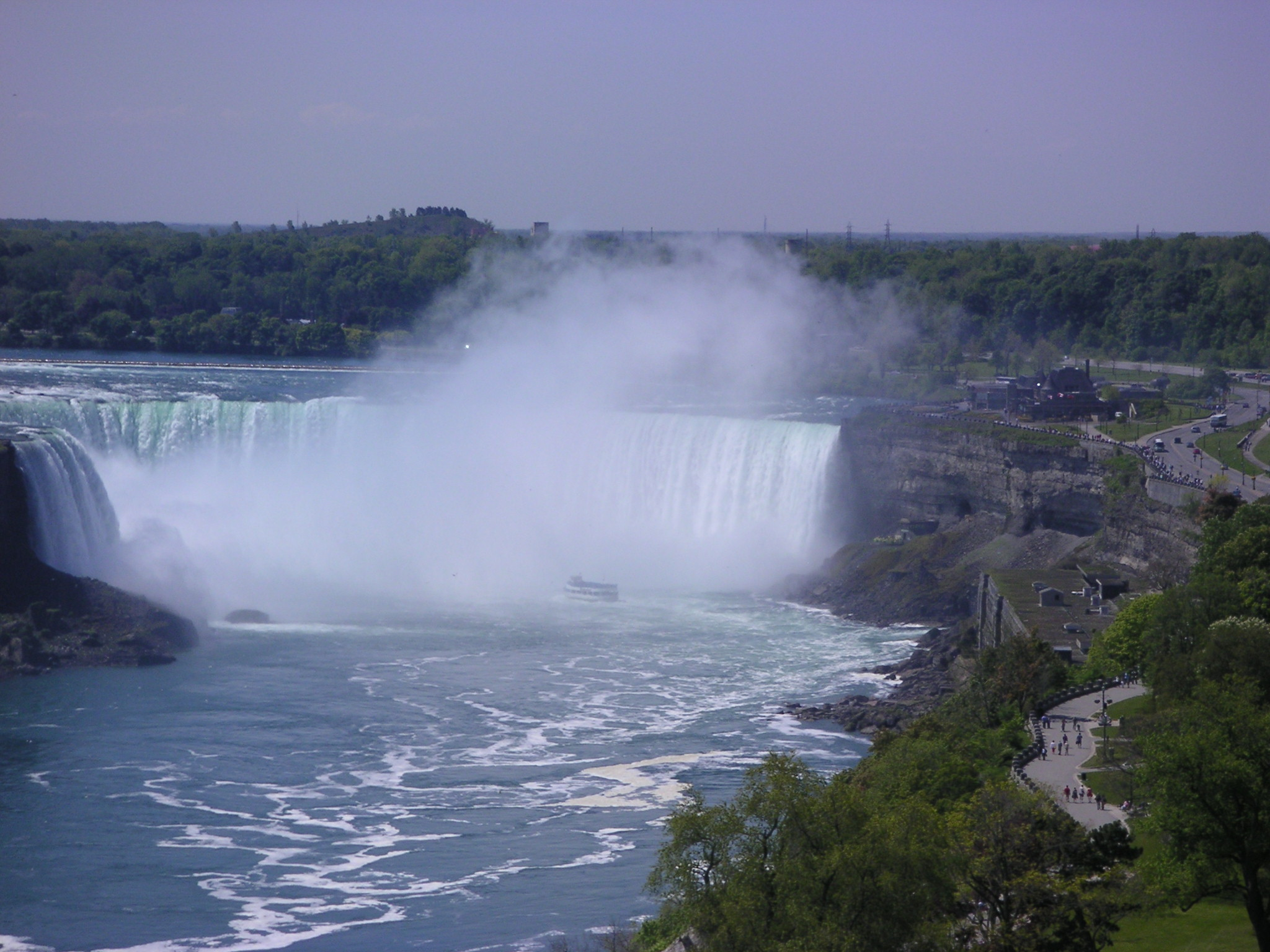
Ніагарський водоспад
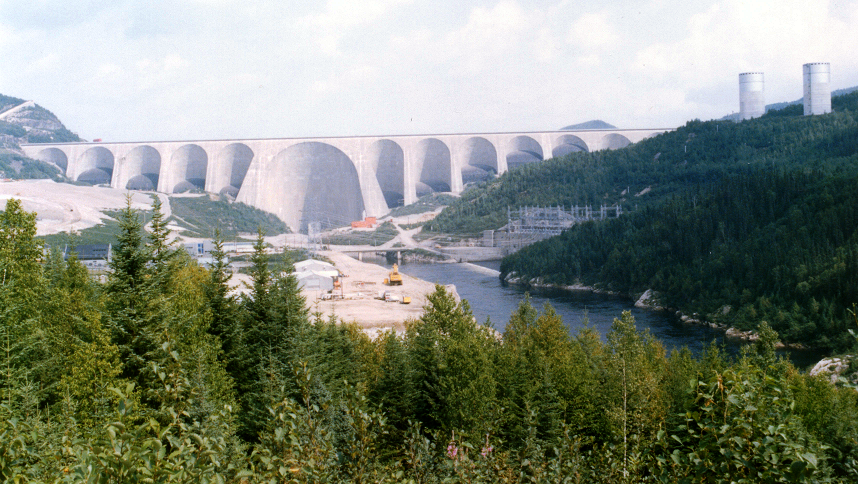
Гребля імені Деніела Джонсона на річці Манікуаган, Квебек

Канада багата ріками з великою витратою води, що робить можливим використання гідроенергії. До того ж, великі області незаселені. Це спрощує втілення великих проєктів, які передбачають великі водосховища. Між 2000 і 2002 Канада була найбільшим у світі виробником гідроенергії, виробляючи близько 337 млрд кіловат-годин щорічно. За нею слідувала Бразилія з 286 мільярдами кіловат-годин. Основними провінціями-виробниками були Онтаріо, Манітоба, Квебек, Британська Колумбія та Ньюфаундленд і Лабрадор. Три останніх вживали, в основному, електрику свого власного гідроенергетичного виробництва. Квебек був, до того ж, найбільшим виробником енергії, приблизно в три рази перевершуючи Британську Колумбію (другу з виробництва гідроенергії провінцію). Ла-Гранд, Манікуаган і Черчилл — три канадських річки, на яких розташовані найпотужніші греблі країни. В інших провінціях переважають інші способи виробництва електрики.

### Озера
У Канаді більше озер, чим в будь-якій іншій країні світу. Найбільші озера: система Великих озер, Велике Ведмеже, Велике Невільниче, Вінніпег, Атабаска.

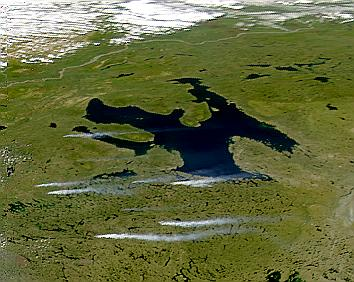
Велике Ведмеже озеро з космосу
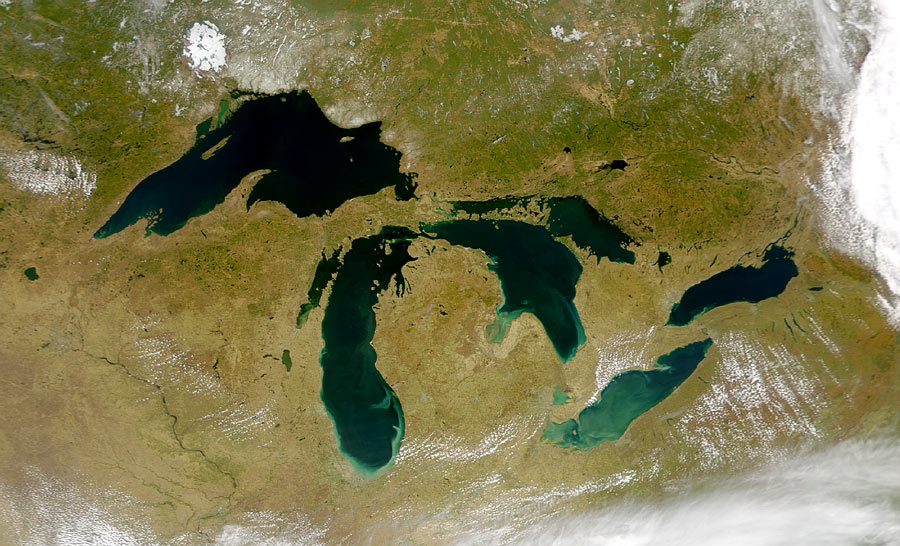
Великі озера з космосу
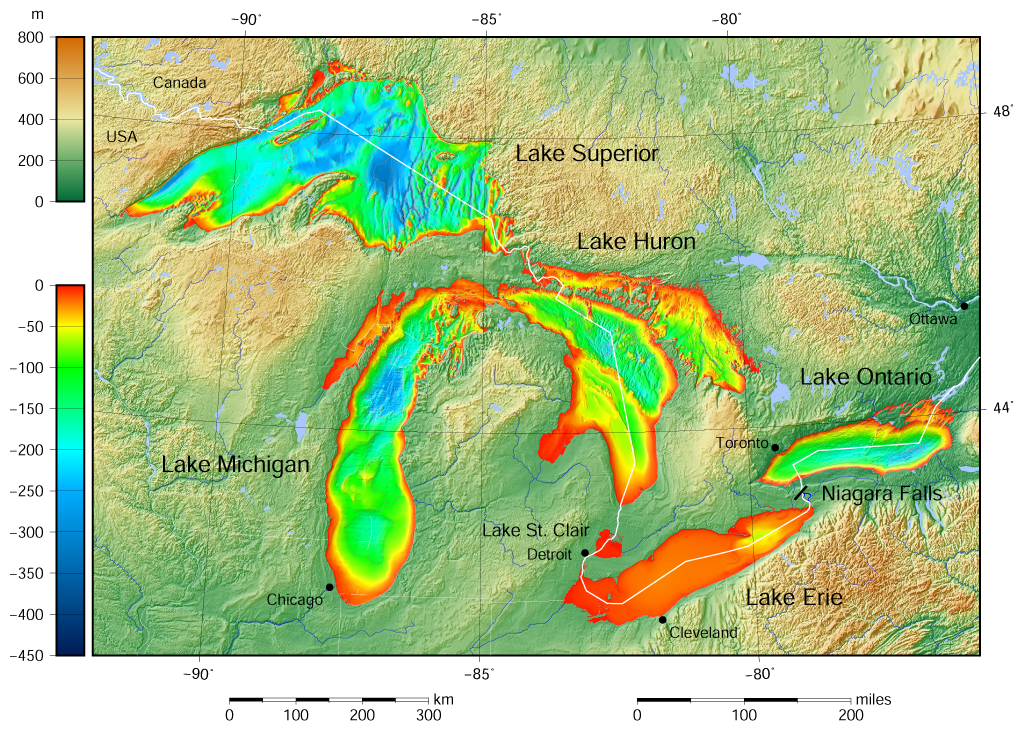
Батиметрія системи Великих озер
Висотний профіль системи Великих озер
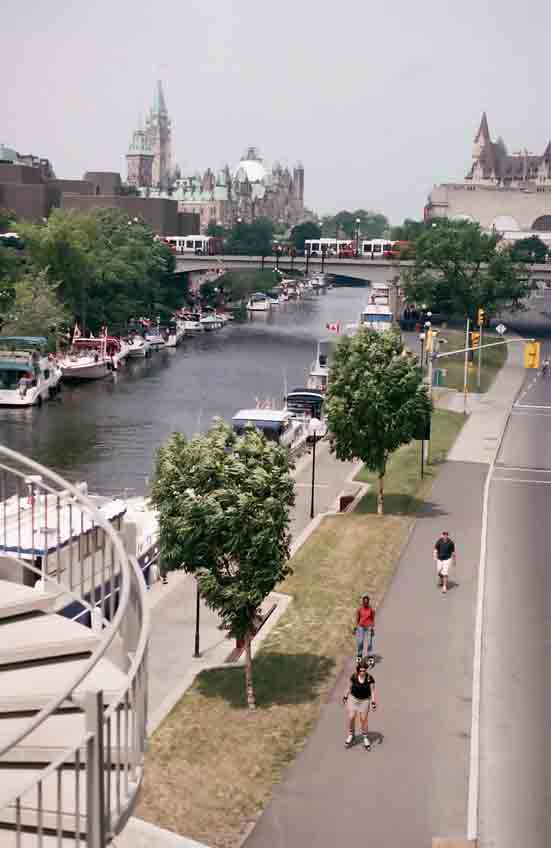
Канал Рідо в Оттаві

### Морські канали
Система каналів і морських шляхів дозволяє судам пересуватися по Канаді. Морський шлях Святого Лаврентія — це глибоководний шлях довжиною 3700 км, що дозволяє судам з Атлантичного океану проходити до найдальшого з Великих озер Північної Америки — озера Верхнього. Але за законом він починається в Монреалі і закінчується лише в озері Ері, включаючи Уеллендський канал в обхід Ніагарського водоспаду. Канал Рідо пов'язує озеро Онтаріо з річкою Оттава. Він проходить через Оттаву, державну столицю. 28 червня 2007 року він був визнаний об'єктом світової спадщини ЮНЕСКО. Канал Рідо був закінчений в 1832 році й донині є чинним. Це найстаріша в Північній Америці діюча канальна система.

## Рослинність
Рослинність дуже різноманітна та істотно змінюється з півночі на південь. Полярні острови знаходяться в зоні, у якій поверхня землі вкрита вічними снігами і льодовиками, що не тануть навіть коротким літом. Баффінова земля та інші острови у північного узбережжя Канади покриті тундрою, яка займає і всю північну материкову частину країни, проникаючи далеко на південь уздовж західного узбережжя Гудзонової затоки і на півострові Лабрадор. Тут ростуть вересові, осока, чагарникова береза і верба. На південь від тундри між Тихим і Атлантичним океанами розкинулася широка смуга лісів. Переважають хвойні ліси; головні породи — чорна ялина на сході і біла ялина на заході (у долині річки Маккензі), сосна, модрина, туя та інші породи. Менш поширені листяні ліси, що складаються з тополі, вільхи, берези і верби. Особливо різноманітні ліси в районі Великих озер (американський в'яз, веймутова сосна, канадська тсуга, дуб, каштан, бук). На тихоокеанському узбережжі поширені хвойні ліси з псевдотсуги, ситхинської ялини, аляскинського і червоного кедрів. Біля Ванкувера зустрічаються суничне дерево і орегонський дуб. У приморських приатлантичних провінціях — акадські ліси з бальзамною ялицею, чорною і червоною ялиною, також тут ростуть кедр, американська модрина, жовта береза, бук.

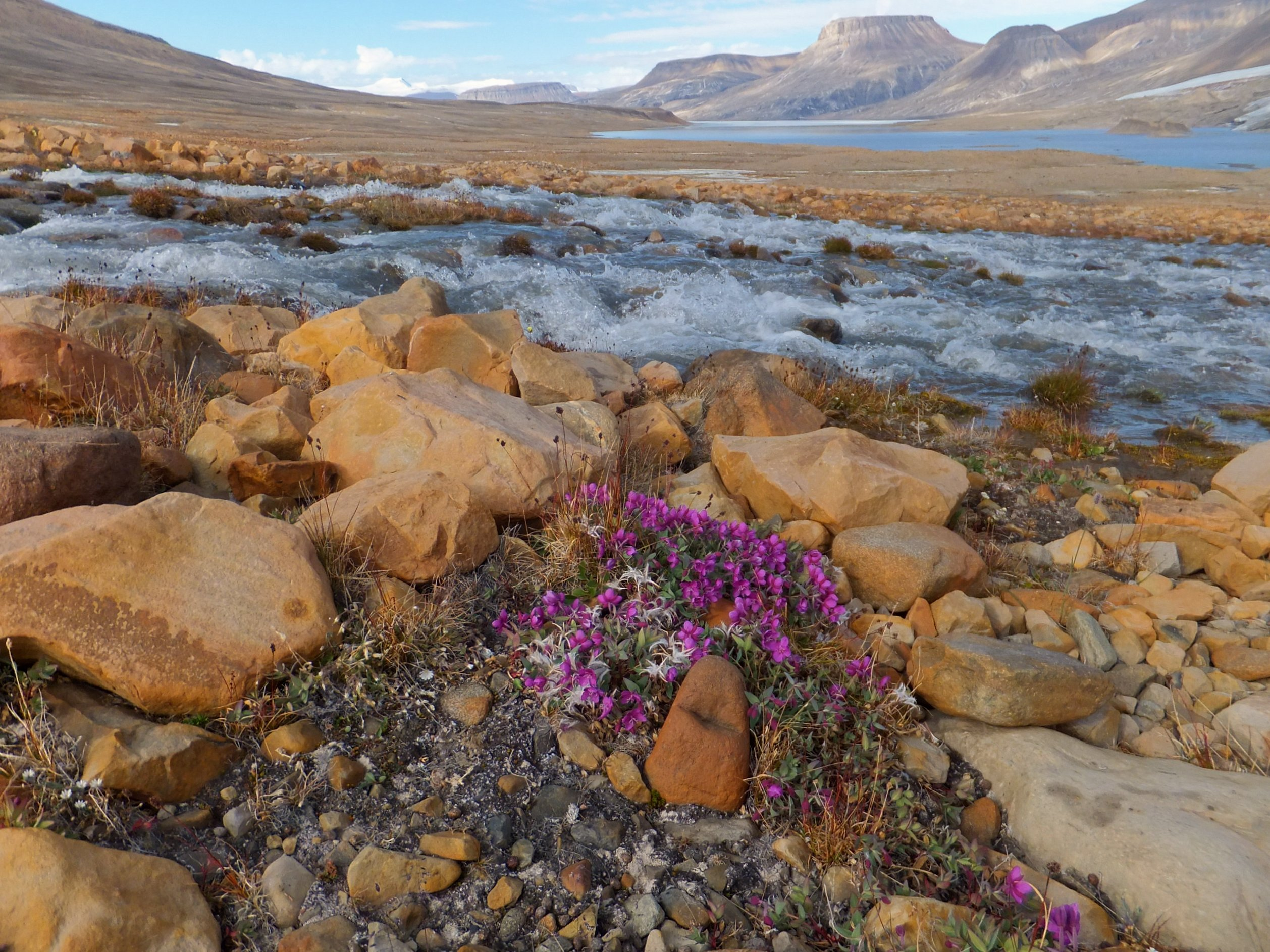
Арктичні пустелі острова Елсмір
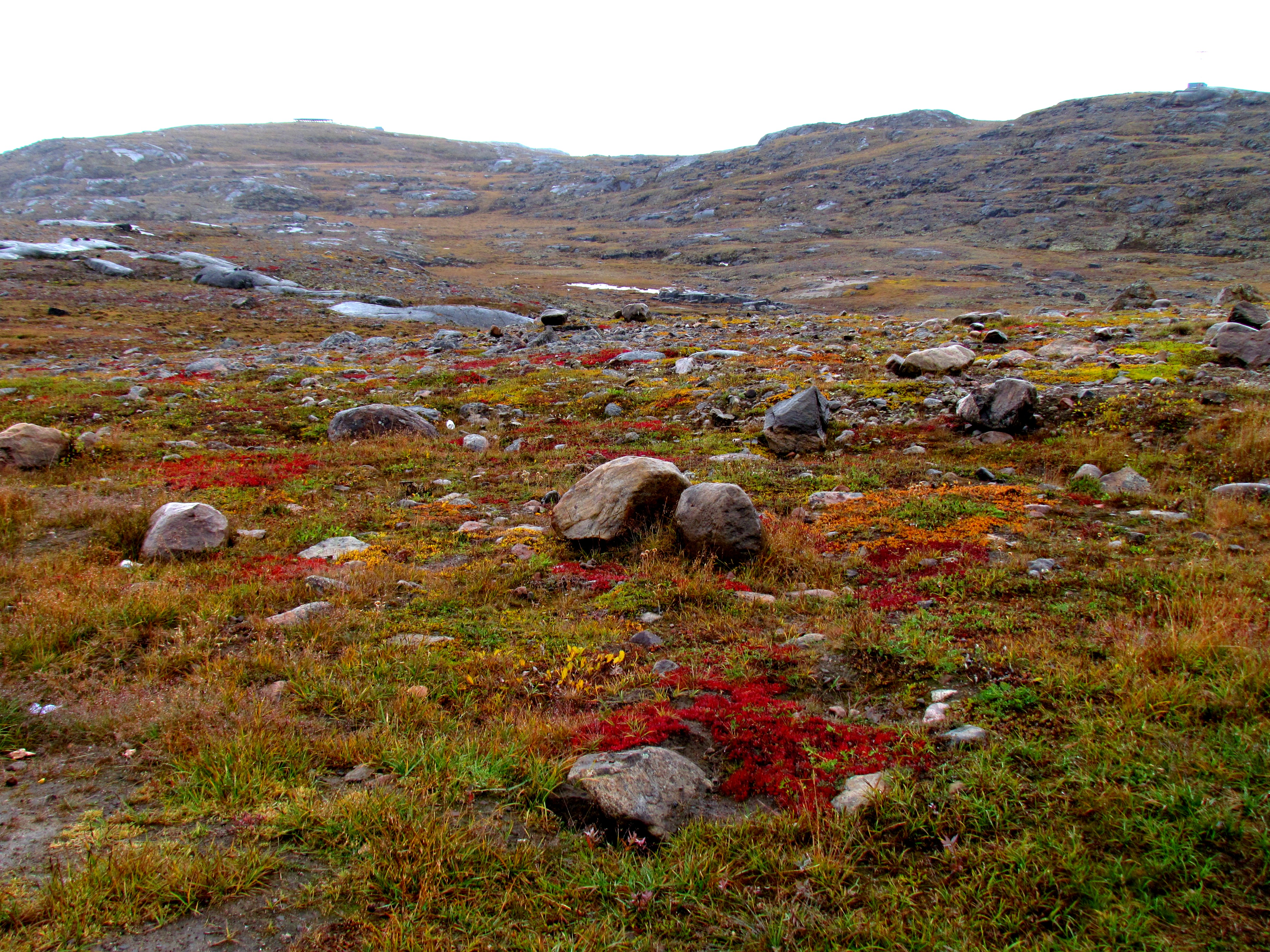
Арктична тундра
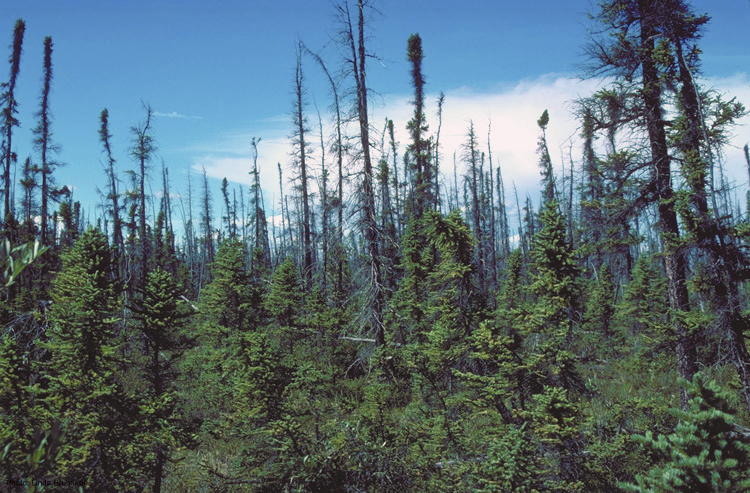
Північна канадська тайга
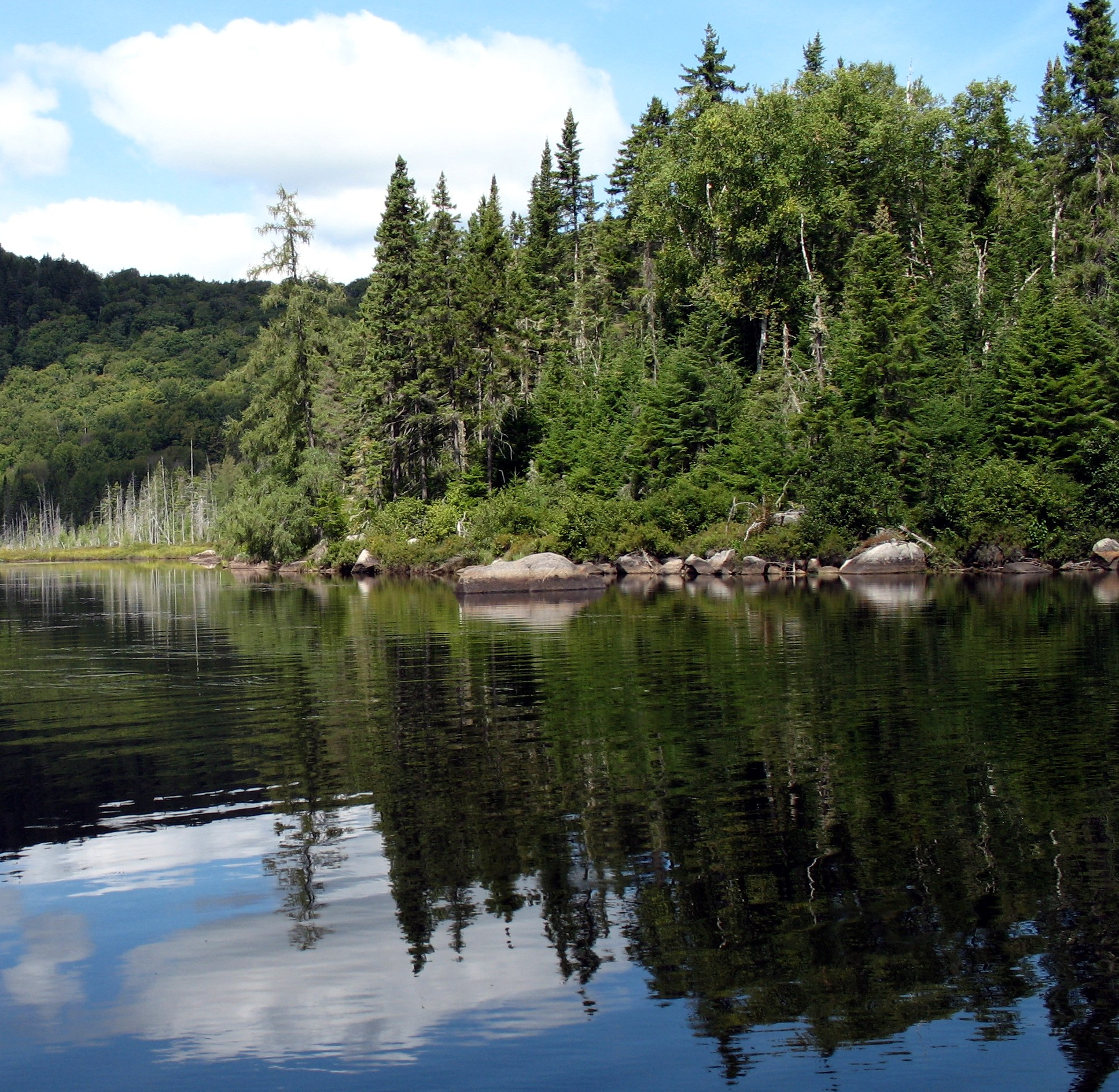
Мішані ліси Квебеку
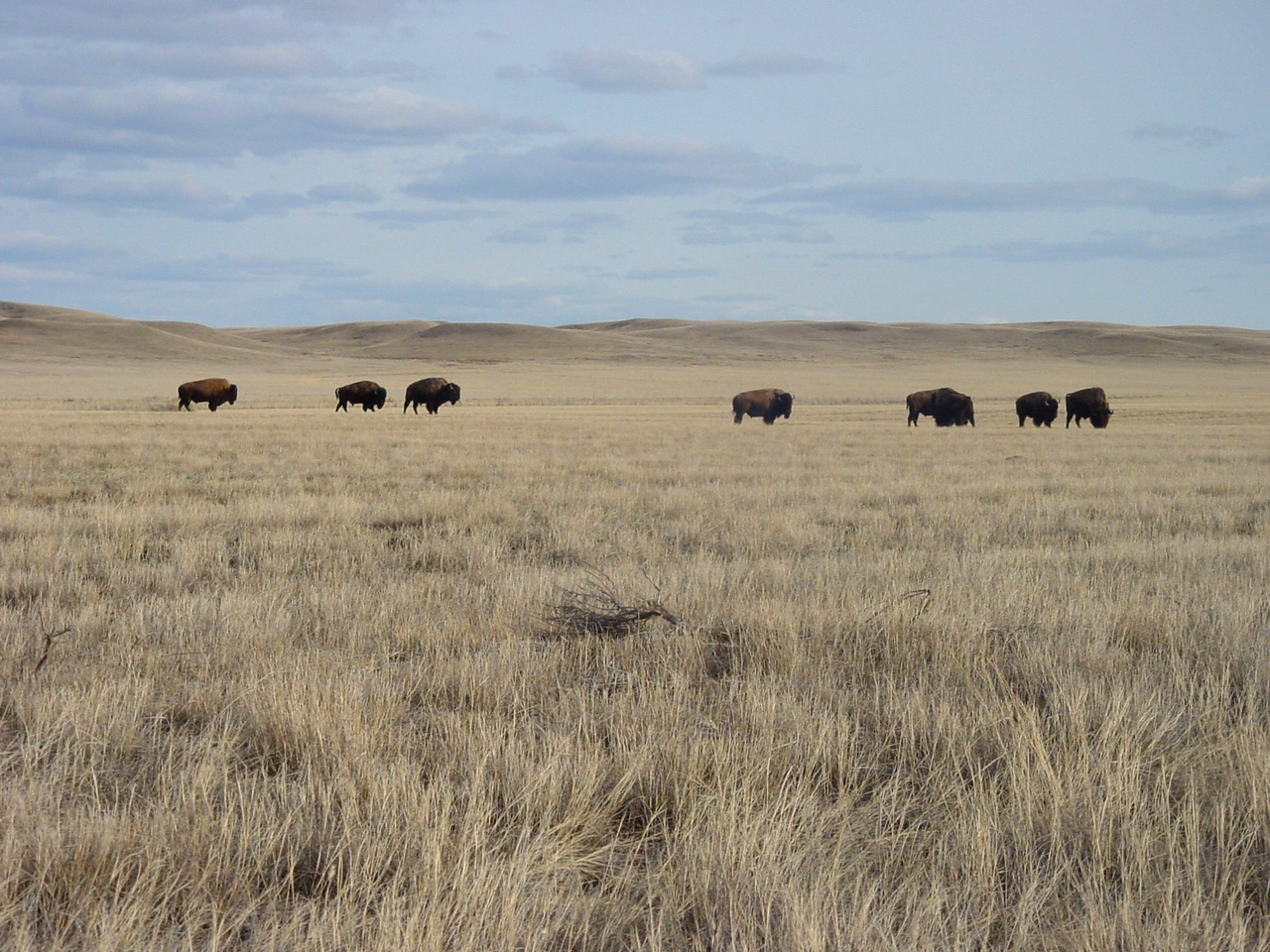
Прерії Саскачевану

Земельні ресурси Канади (оцінка 2011 року):
- придатні для сільськогосподарського обробітку землі — 6,8 %,
  - орні землі — 4,7 %,
  - багаторічні насадження — 0,5 %,
  - землі, що постійно використовуються під пасовища — 1,6 %;
- землі, зайняті лісами і чагарниками — 34,1 %;
- інше — 59,1 %[1].

Ліси особливо поширені в Британській Колумбії, де вологий океанічний клімат під помірним впливом Тихого океану дозволяє хвойним деревам накопичувати великі обсяги біомаси.

## Тваринний світ
Зоогеографічно територія країни належить до Голарктичної області: північ, Канадський Арктичний архіпелаг, північ Лабрадору та захід острова Ньюфаундленд — Арктична підобласть; територія від тихоокеанського до атлантичного узбережжя — Канадська провінція Циркумбореальної підобласті; Великі рівнини — провінція прерій Західноамериканської підобласті.
У зоні тундри водяться північний олень, арктичний заєць, лемінги, песець і вівцебик. Південніше тваринний світ різноманітніший — північний олень, благородний олень, лось, в гірських районах — товсторіг і снігова коза. Досить численні гризуни: вивірка, бурундук, американська літяга, бобер, стрибунка (вид тушканчиків), ондатра, голкошерст, луговий і американський заєць, піщуха. З кішкоподібних для Канади характерні канадська рись і пума. Водяться вовки, лисиці, ведмідь-грізлі, єнот-полоскун. З куницевих — соболь, ілька, видра, росомаха. Багато перелітних птахів, що гніздяться тут. Фауна плазунів та земноводних небагата. У прісноводих водоймах багато риби.

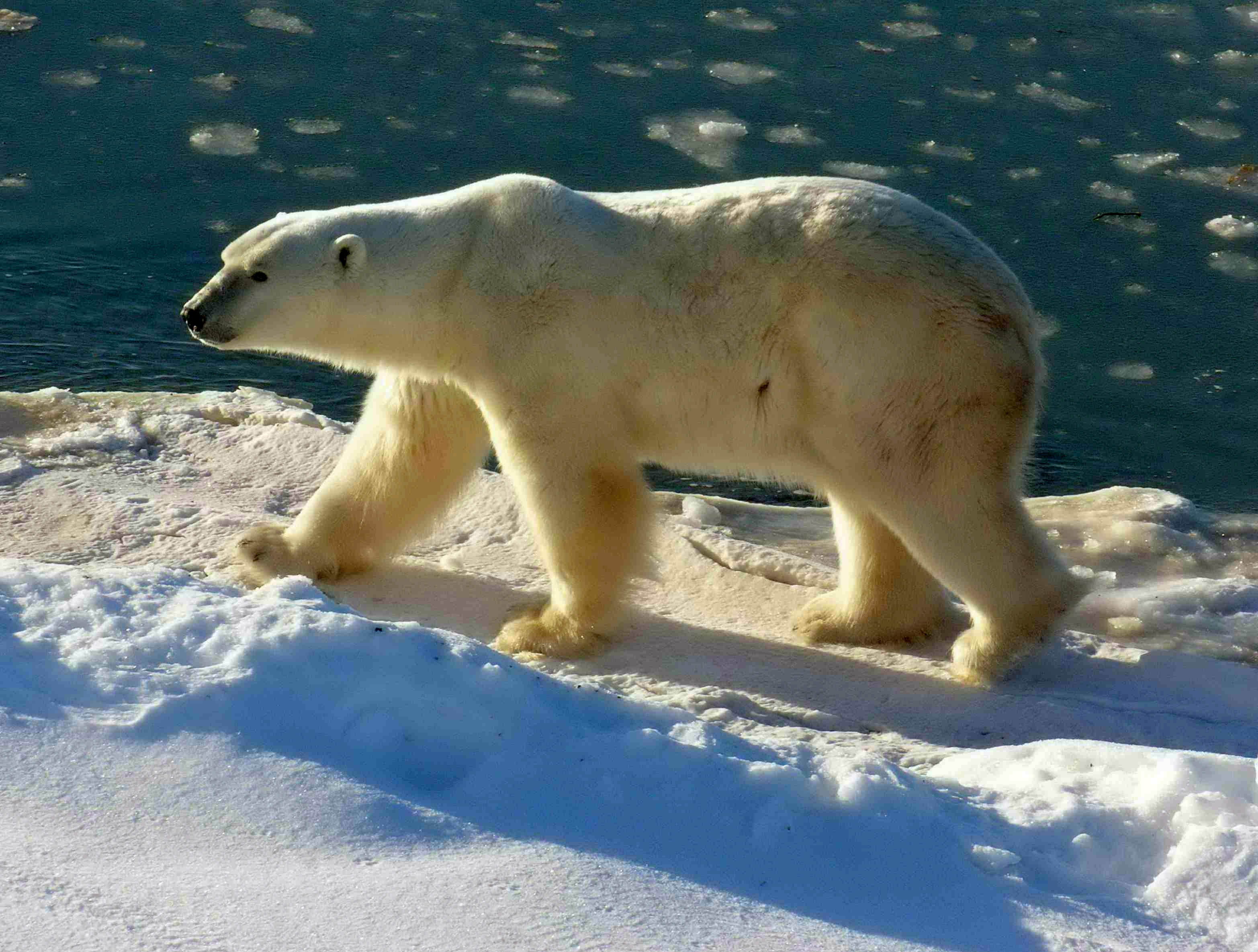
Білий ведмідь на півночі Манітоби

## Охорона природи

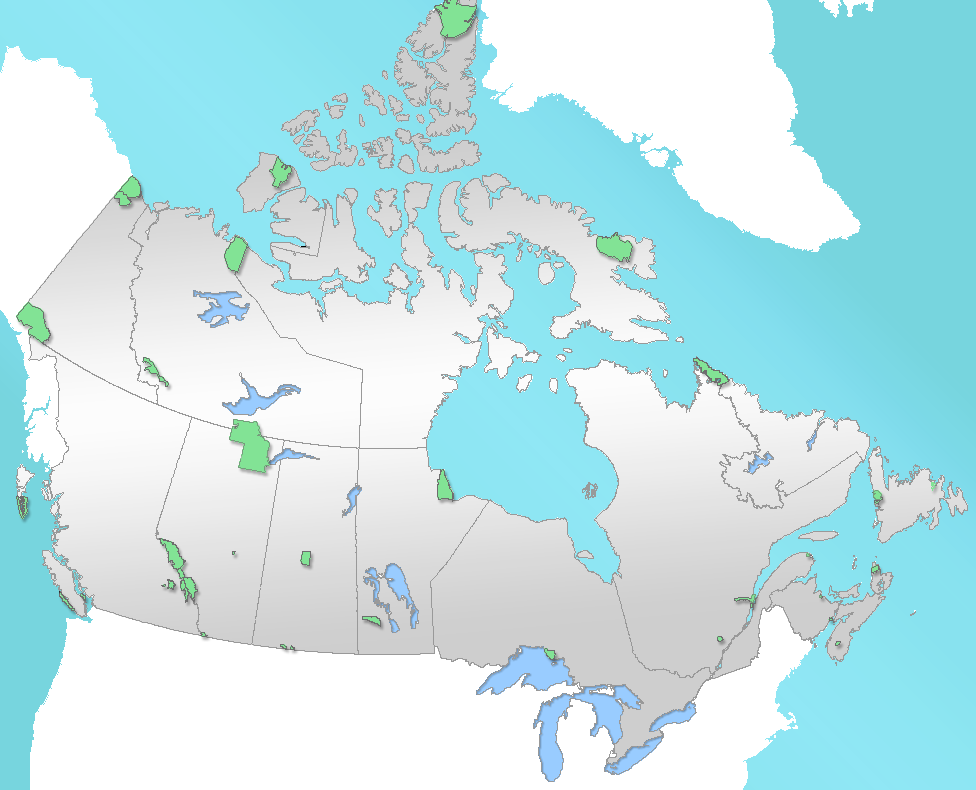
Карта національних парків Канади

Канада є учасником ряду міжнародних угод з охорони навколишнього середовища:
- Конвенції про транскордонне забруднення повітря (CLRTAP),
- Мадридського протоколу про охорону навколишнього середовища до Договору про Антарктику,
- Конвенції про біологічне різноманіття (CBD),
- Рамкової конвенції ООН про зміну клімату (UNFCCC),
- Конвенції ООН про боротьбу з опустелюванням (UNCCD),
- Конвенції про міжнародну торгівлю видами дикої фауни і флори, що перебувають під загрозою зникнення (CITES),
- Конвенції про заборону військового впливу на природне середовище (ENMOD),
- Базельської конвенції протидії транскордонному переміщенню небезпечних відходів,
- Конвенції з міжнародного морського права,
- Лондонської конвенції про запобігання забрудненню моря скиданням відходів,
- Монреальського протоколу з охорони озонового шару,
- Міжнародної конвенції запобігання забрудненню з суден (MARPOL),
- Міжнародної угоди про торгівлю тропічною деревиною 1983 і 1994 років,
- Рамсарської конвенції із захисту водно-болотних угідь[12].

Урядом країни підписані, але не ратифіковані міжнародні угоди щодо: Конвенції з охорони морських живих ресурсів.

## Стихійні лиха та екологічні проблеми
На території країни спостерігаються небезпечні природні явища і стихійні лиха:
- вічна мерзлота на півночі значно ускладнює освоєння регіону;
- циклонічні шторми, що утворюються внаслідок зіткнення холодних арктичних мас з вологими тихоокеанськими, приносять величезну кількість атмосферних опадів у вигляді снігу й дощу на схили Скелястих гір;
- вулканізм на заході країни, у Кордильєрах[1].

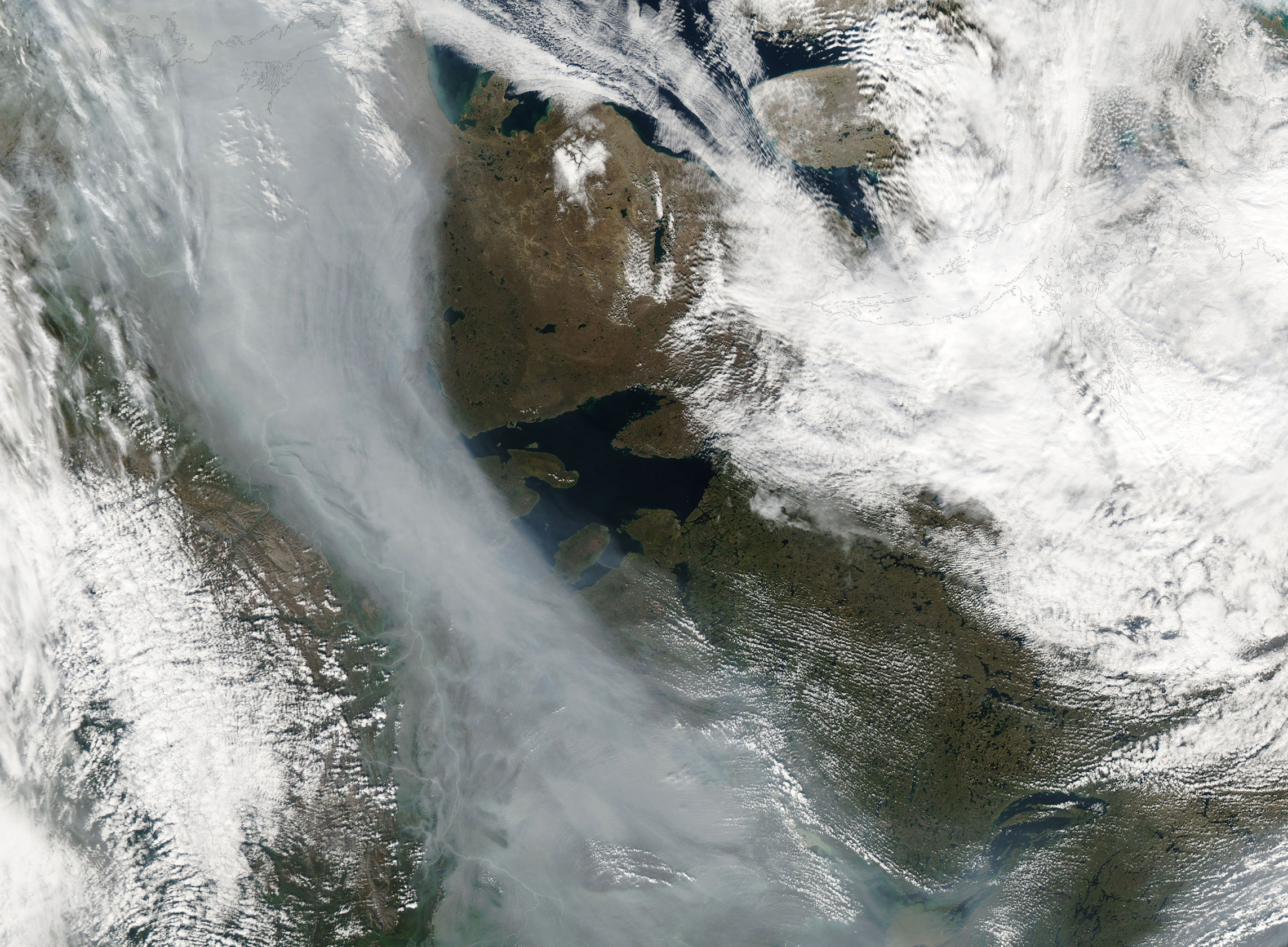
Дим від лісових пожеж з космосу

Серед екологічних проблем варто відзначити:
- викиди металургійних підприємств, транспортних засобів, теплових електростанцій на викопному паливі знижують продуктивність лісового і сільського господарства;
- забруднення повітря, як наслідок кислотні дощі;
- забруднення навколишніх морських вод стоками промислових підприємств, гірничіх копалень, агрохімікатами.

## Фізико-географічне районування
У фізико-географічному відношенні територію Канади можна розділити на _ райони, що відрізняються один від одного рельєфом, кліматом, рослинним покривом: .

### Українською
- Атлас світу / голов. ред. І. С. Руденко ; зав. ред. В. В. Радченко ; відп. ред. О. В. Вакуленко. — К. : ДНВП «Картографія», 2005. — 336 с. — ISBN 9666315467.
- Атлас. 7 клас. Географія материків і океанів / Укладачі О. Я. Скуратович, Н. І. Чанцева. — К. : ДНВП «Картографія», 2014.
- Бєлозоров С. Т. Географія материків. — К. : Вища школа, 1971. — 371 с.
- Барановська О. В. Фізична географія материків і океанів : навч. посіб. для студентів ВНЗ : [у 2 ч.]. — Н. : Ніжинський державний університет ім. Миколи Гоголя, 2013. — 306 с. — ISBN 978-617-527-106-3.
- Канада // Гірничий енциклопедичний словник : [у 3-х тт.] / за ред. В. С. Білецького. — Д. : Східний видавничий дім, 2004. — Т. 3. — 752 с. — ISBN 966-7804-78-X.
- Дубович І. А. Країнознавчий словник-довідник. — 5-те вид., перероб. і доп. — К. : Знання, 2008. — 839 с. — ISBN 978-966-346-330-8.
- Економічна і соціальна географія країн світу. Навчальний посібник / За ред. Кузика С. П. — Л. : Світ, 2002. — 672 с. — ISBN 966-603-178-7.
- Панасенко Б. Д. Фізична географія материків : навч. посіб. : в 2 ч. — В. : ЕкоБізнесЦентр, 1999. — 200 с.
- Юрківський В. М. Регіональна економічна і соціальна географія. Зарубіжні країни: Підручник. — 2-ге. — К. : Либідь, 2001. — 416 с. — ISBN 966-06-0092-5.

### Англійською
- (англ.) Graham Bateman. The Encyclopedia of World Geography. — Andromeda, 2002. — 288 с. — ISBN 1871869587.

### Російською
- (рос.) Авакян А. Б., Салтанкин В. П., Шарапов В. А. Водохранилища. — М. : Мысль, 1987. — 326 с. — (Природа мира)
- (рос.) Алисов Б. П., Берлин И. А., Михель В. М. Курс климатологии [в 3-х тт.] / под. ред. Е. С. Рубинштейна. — Л. : Гидрометиздат, 1954. — Т. 3. Климаты земного шара. — 320 с.
- (рос.) Апродов В. А. Вулканы. — М. : Мысль, 1982. — 368 с. — (Природа мира)
- (рос.) Апродов В. А. Зоны землетрясений. — М. : Мысль, 2010. — 462 с. — (Природа мира) — ISBN 978-5-244-01122-7.
- (рос.) Букштынов А. Д., Грошев Б. И., Крылов Г. В. Леса. — М. : Мысль, 1981. — 316 с. — (Природа мира)
- (рос.) Власова Т. В. Физическая география материков. С прилегающими частями океанов. Евразия, Северная Америка. — 4-е, перераб. — М. : Просвещение, 1986. — 417 с.
- (рос.) Гвоздецкий Н. А. Карст. — М. : Мысль, 1981. — 214 с. — (Природа мира)
- (рос.) Гвоздецкий Н. А., Голубчиков Ю. Н. Горы. — М. : Мысль, 1987. — 400 с. — (Природа мира)
- (рос.) Долгушин Л. Д., Осипова Г. Б. Ледники. — М. : Мысль, 1989. — 448 с. — (Природа мира) — ISBN 5-244-00315-1.
- (рос.) Географический энциклопедический словарь: географические названия / под. ред. А. Ф. Трёшникова. — 2-е изд., доп. — М. : Советская энциклопедия, 1989. — 585 с. — ISBN 5-85270-057-6.
- (рос.) Исаченко А. Г., Шляпников А. А. Ландшафты. — М. : Мысль, 1989. — 504 с. — (Природа мира) — ISBN 5-244-00177-9.
- (рос.) Каплин П. А., Леонтьев О. К., Лукьянова С. А., Никифоров Л. Г. Берега. — М. : Мысль, 1991. — 480 с. — (Природа мира) — ISBN 5-244-00449-2.
- (рос.) Словарь современных географических названий / под общей редакцией акад. В. М. Котлякова. — Екатеринбург : У-Фактория, 2006.
- (рос.) Литвин В. М., Лымарев В. И. Острова. — М. : Мысль, 2010. — 288 с. — (Природа мира) — ISBN 978-5-244-01129-6.
- (рос.) Лобова Е. В., Хабаров А. В. Почвы. — М. : Мысль, 1983. — 304 с. — (Природа мира)
- (рос.) Максаковский В. П. Географическая картина мира. Книга I: Общая характеристика мира. — М. : Дрофа, 2008. — 495 с. — ISBN 978-5-358-05275-8.
- (рос.) Максаковский В. П. Географическая картина мира. Книга II: Региональная характеристика мира. — М. : Дрофа, 2009. — 480 с. — ISBN 978-5-358-06280-1.
- (рос.) Канада // Поспелов Е. М. Топонимический словарь. — М. : АСТ, 2005. — 229 с. — ISBN 5-17-016407-6.
- (рос.) Сандерсон И. Северная Америка. — М. : Прогресс, 1979. — 304 с. — (Континенты, на которых мы живем)
- (рос.) Физико-географический атлас мира. — М. : Академия наук СССР и Главное управление геодезии и картографии ГУГК СССР, 1964. — 298 с.
- (рос.) Энциклопедия стран мира / глав. ред. Н. А. Симония. — М. : НПО «Экономика» РАН, отделение общественных наук, 2004. — 1319 с. — ISBN 5-282-02318-0.